# Fismes
Fismes [fim] est une commune française située dans le département de la Marne en région Grand Est.

## Géographie

### Localisation

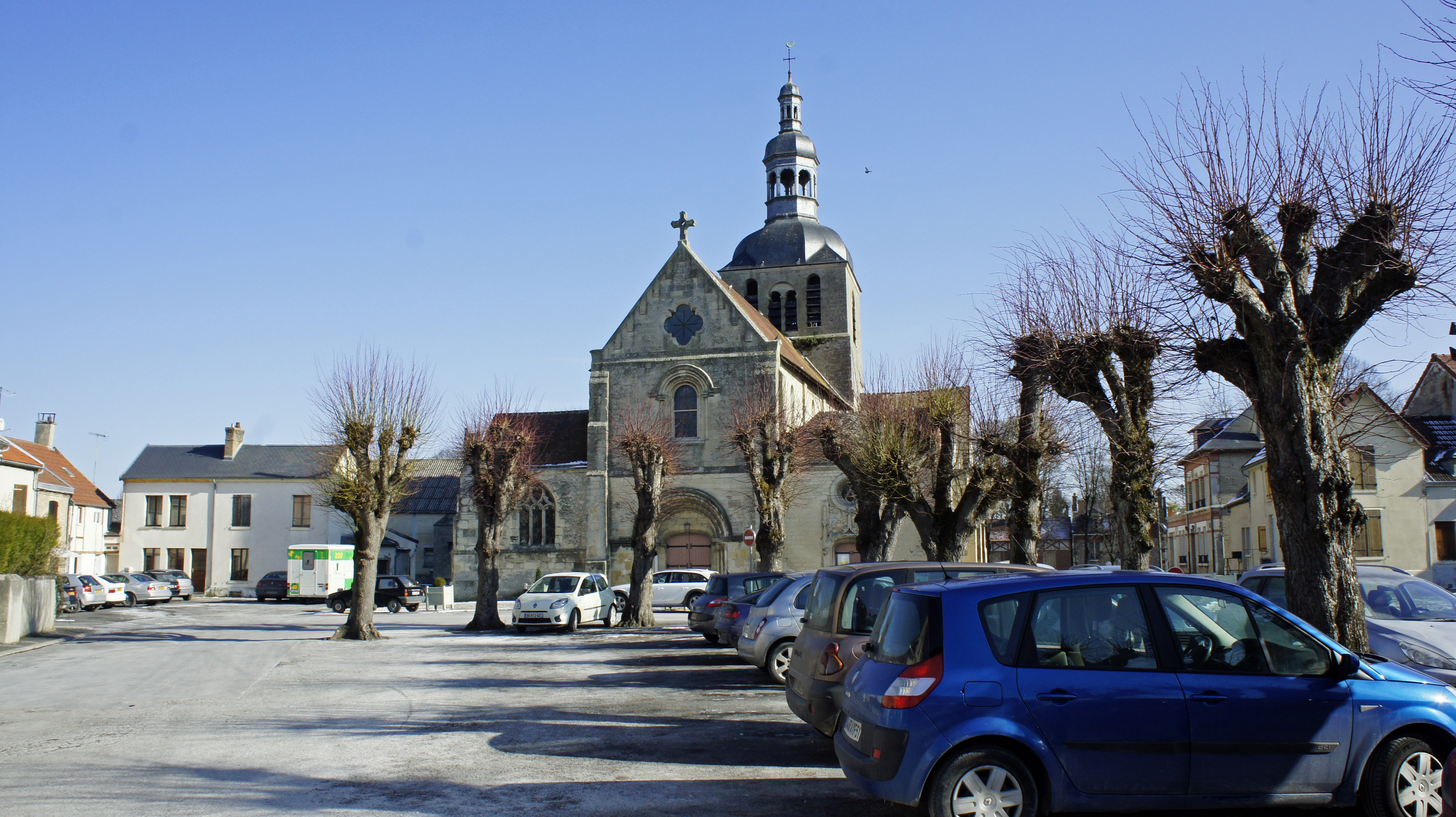
La place de l'église.

Fismes se trouve au nord-ouest du département de la Marne, en région Grand Est, à la limite avec le département de l'Aisne et de la région Hauts-de-France.
Par la route, Fismes se situe à 28 km de Reims, à 31 km de Soissons et à 75 km de Châlons-en-Champagne, préfecture du département de la Marne.
La commune appartient à la région agricole du Tardenois.
Fismes se trouve dans l'aire d'attraction de Reims et dans sa zone d'emploi. Elle est la ville-centre de son unité urbaine et de son bassin de vie.

### Communes limitrophes
Les communes limitrophes sont  Baslieux-lès-Fismes, Bazoches-et-Saint-Thibaut, Blanzy-lès-Fismes, Courlandon, Courville, Les Septvallons, Magneux, Mont-Saint-Martin, Saint-Gilles et Ville-Savoye.
| Les Septvallons (commune deléguée de Perles)                    | Blanzy-lès-Fismes Les Septvallons (commune deléguée de Merval) | Baslieux-lès-Fismes |
| Bazoches-et-Saint-Thibaut (Cne deléguée de Bazoches-sur-Vesles) | Fismes                                                         | Courlandon Magneux  |
| Ville-Savoye Mont-Saint-Martin                                  | Saint-Gilles                                                   | Courville           |

### Géologie et relief
La superficie de la commune est de 16,75 km2 ; son altitude varie de 57  à   179 mètres.
Fismes se trouve dans la vallée de Vesle, à proximité de sa confluence avec l'Ardre. Au sud, la ville est dominée par le Mont Saint-Martin (environ 160 m), au sud-ouest, et le Mont Sainte-Macre, point culminant de la commune au sud-est. Au nord, plusieurs sommets dépassent les 150 m : la Montagne de Perles (nord-ouest), la Carrière (nord) et Bellevue (nord-est). Sur son territoire, l'altitude varie de 57 à 179 mètres.

### Hydrographie

#### Réseau hydrographique

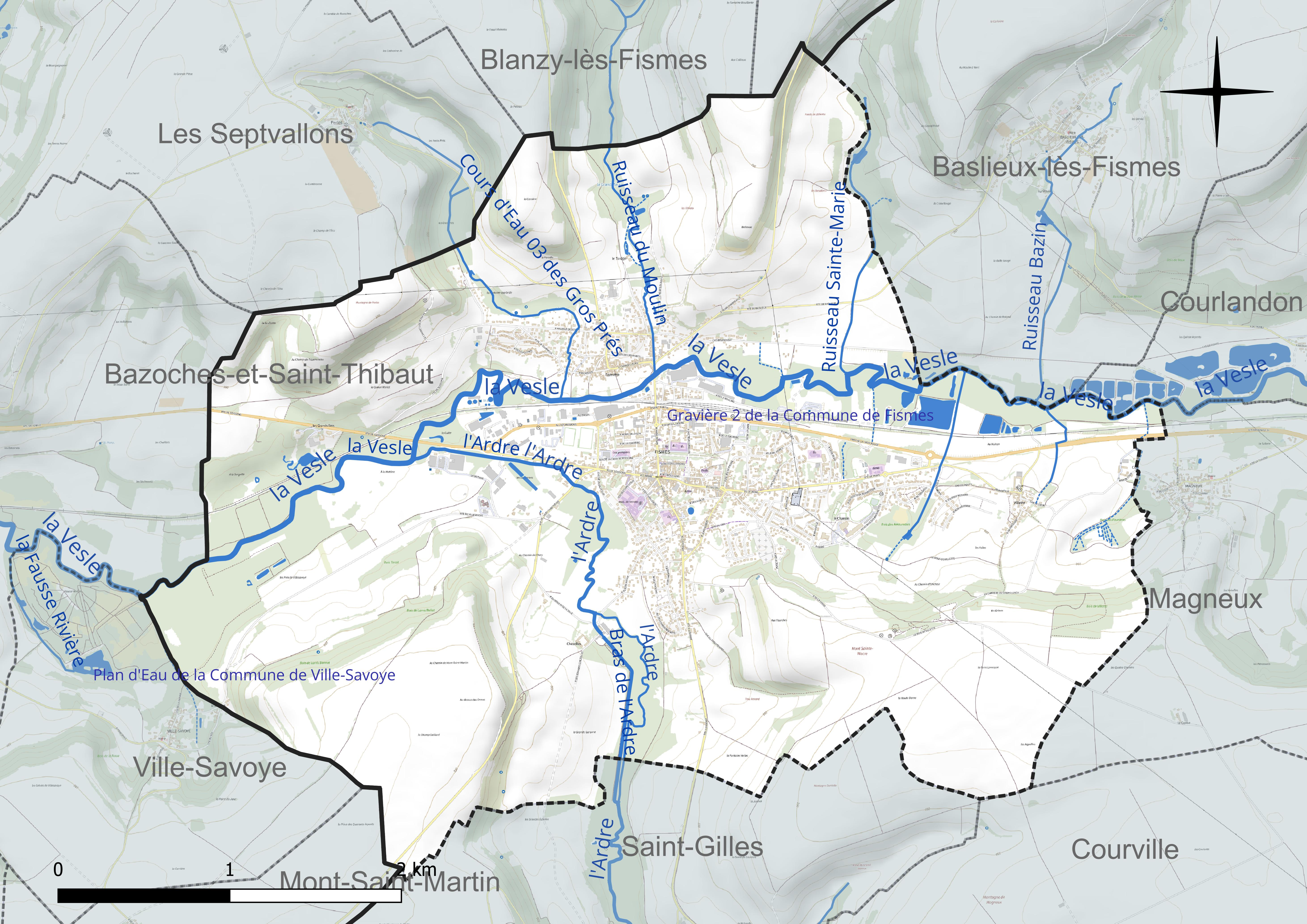
Réseau hydrographique de Fismes.

La commune est dans la région hydrographique « la Seine du confluent de l'Oise (inclus) à l'embouchure » au sein du bassin Seine-Normandie.
Elle est drainée par la Vesle, l'Ardre, le cours d'eau 01 du Breignoir, le cours d'eau 01 du Muiron, le cours d'eau 03 des Gros Prés, le ruisseau du Moulin, le ruisseau Sainte-Marie et divers bras de l'Ardre,.
La Vesle, d'une longueur de 139 km, prend sa source dans la commune de Somme-Vesle et se jette  dans l'Aisne à Ciry-Salsogne, après avoir traversé 52 communes.
L'Ardre, d'une longueur de 39 km, prend sa source dans la commune de Saint-Imoges et se jette dans la Vesle à Fismes, après avoir traversé 18 communes. Les caractéristiques hydrologiques de l'Ardre sont données par la station hydrologique située sur la commune. Le débit moyen mensuel est de 1,48 m3/s. Le débit moyen journalier maximum est de 23,6 m3/s, atteint lors de la crue du 15 juillet 2021. Le débit instantané maximal est quant à lui de 29,4 m3/s, atteint le 23 mars 2001.
Deux plans d'eau complètent le réseau hydrographique : la gravière 1 de la commune de Fismes (1,1 ha) et la gravière 2 de la commune de Fismes (3,6 ha),.

#### Gestion et qualité des eaux
Le territoire communal est couvert par le schéma d'aménagement et de gestion des eaux (SAGE) « Aisne Vesle Suippe ». Ce document de planification, dont le territoire s’étend sur 3 096 km2 répartis sur trois départements (Aisne, Marne et Ardennes) et deux régions (Champagne-Ardenne et Picardie), a été approuvé le 16 décembre 2013. La structure porteuse de l'élaboration et de la mise en œuvre est le Syndicat d’aménagement des bassins Aisne Vesle Suippe (SIABAVES).
La qualité des cours d’eau peut être consultée sur un site dédié géré par les agences de l’eau et l’Agence française pour la biodiversité.

### Climat
Pour des articles plus généraux, voir Climat du Grand Est et Climat de la Marne.
En 2010, le climat de la commune est de type climat océanique dégradé des plaines du Centre et du Nord, selon une étude du Centre national de la recherche scientifique s'appuyant sur une série de données couvrant la période 1971-2000. En 2020, Météo-France publie une typologie des climats de la France métropolitaine dans laquelle la commune est exposée à un climat océanique altéré et est dans la région climatique  Nord-est du bassin Parisien, caractérisée par un ensoleillement médiocre, une pluviométrie moyenne régulièrement répartie au cours de l’année et un hiver froid (3 °C).
Pour la période 1971-2000, la température annuelle moyenne est de 10,4 °C, avec une amplitude thermique annuelle de 15,4 °C. Le cumul annuel moyen de précipitations est de 695 mm, avec 12,7 jours de précipitations en janvier et 8,8 jours en juillet. Pour la période 1991-2020, la température moyenne annuelle observée sur la station météorologique de Météo-France la plus proche, « Braine », sur la commune de Braine à 11 km à vol d'oiseau, est de 11,3 °C et le cumul annuel moyen de précipitations est de 662,7 mm. 
La température maximale relevée sur cette station est de 42,1 °C, atteinte le 25 juillet 2019 ; la température minimale est de −15,7 °C, atteinte le 1er janvier 1997,,.
Les paramètres climatiques de la commune ont été estimés pour le milieu du siècle (2041-2070) selon différents scénarios d'émission de gaz à effet de serre à partir des nouvelles projections climatiques de référence DRIAS-2020. Ils sont consultables sur un site dédié publié par Météo-France en novembre 2022.

## Urbanisme

### Typologie
Au 1er janvier 2024, Fismes est catégorisée bourg rural, selon la nouvelle grille communale de densité à sept niveaux définie par l'Insee en 2022.
Elle appartient à l'unité urbaine de Fismes, une unité urbaine monocommunale constituant une ville isolée,.
Par ailleurs la commune fait partie de l'aire d'attraction de Reims, dont elle est une commune de la couronne,. Cette aire, qui regroupe 294 communes, est catégorisée dans les aires de 200 000 à moins de 700 000 habitants,.

### Occupation des sols

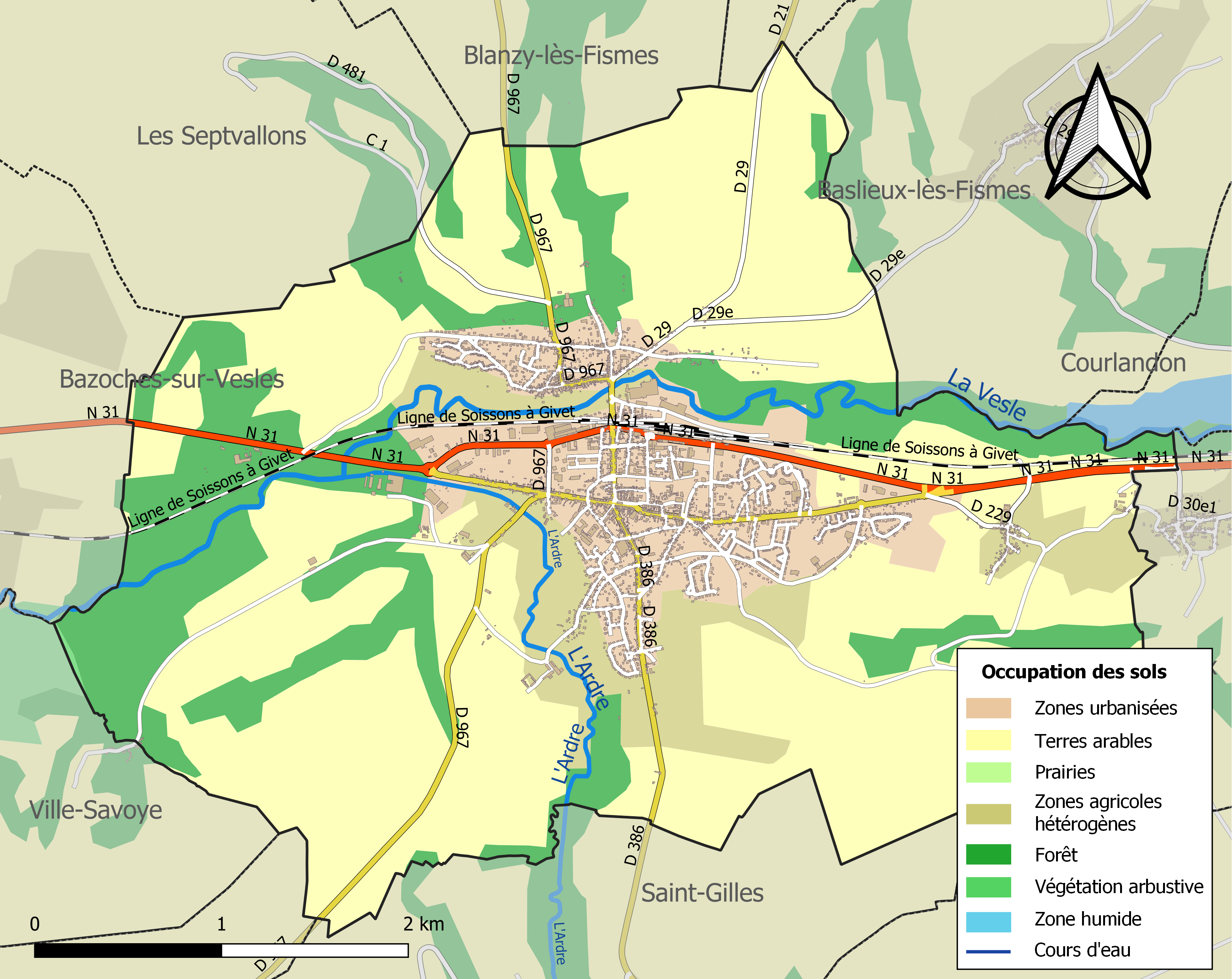
Carte des infrastructures et de l'occupation des sols de la commune en 2018 (CLC).

L'occupation des sols de la commune, telle qu'elle ressort de la base de données européenne d’occupation biophysique des sols Corine Land Cover (CLC), est marquée par l'importance des territoires agricoles (65 % en 2018), en diminution par rapport à 1990 (67,6 %).
La répartition détaillée en 2018 est la suivante : terres arables (55,4 %), forêts (20,7 %), zones urbanisées (11,8 %), zones agricoles hétérogènes (9,5 %), zones industrielles ou commerciales et réseaux de communication (2,5 %), milieux à végétation arbustive et/ou herbacée (0,1 %).
L'évolution de l’occupation des sols de la commune et de ses infrastructures peut être observée sur les différentes représentations cartographiques du territoire : la carte de Cassini (XVIIIe siècle), la carte d'état-major (1820-1866) et les cartes ou photos aériennes de l'IGN pour la période actuelle (1950 à aujourd'hui).

### Habitat et logement
En 2021, le nombre total de logements dans la commune était de 2 708, alors qu'il était de 2 451 en 2016 et de 2 327 en 2011.
Parmi ces logements, 91,2 % étaient des résidences principales, 1,5 % des résidences secondaires et 7,3 % des logements vacants. Ces logements étaient pour 71,9 % d'entre eux des maisons individuelles et pour 26,5 % des appartements.
Le tableau ci-dessous présente la typologie des logements à Fismes en 2021 en comparaison avec celle de la Marne et de la France entière. Une caractéristique marquante du parc de logements est ainsi la faible proportion des résidences secondaires et logements occasionnels (1,5 %) par rapport au département (3,4 %) et à la France entière (9,7 %).
| Typologie                                               | Fismes | Marne | France entière |
| ------------------------------------------------------- | ------ | ----- | -------------- |
| Résidences principales (en %)                           | 91,2   | 87,5  | 82,2           |
| Résidences secondaires et logements occasionnels (en %) | 1,5    | 3,4   | 9,7            |
| Logements vacants (en %)                                | 7,3    | 9,1   | 8,1            |

### Transports et voies de communication

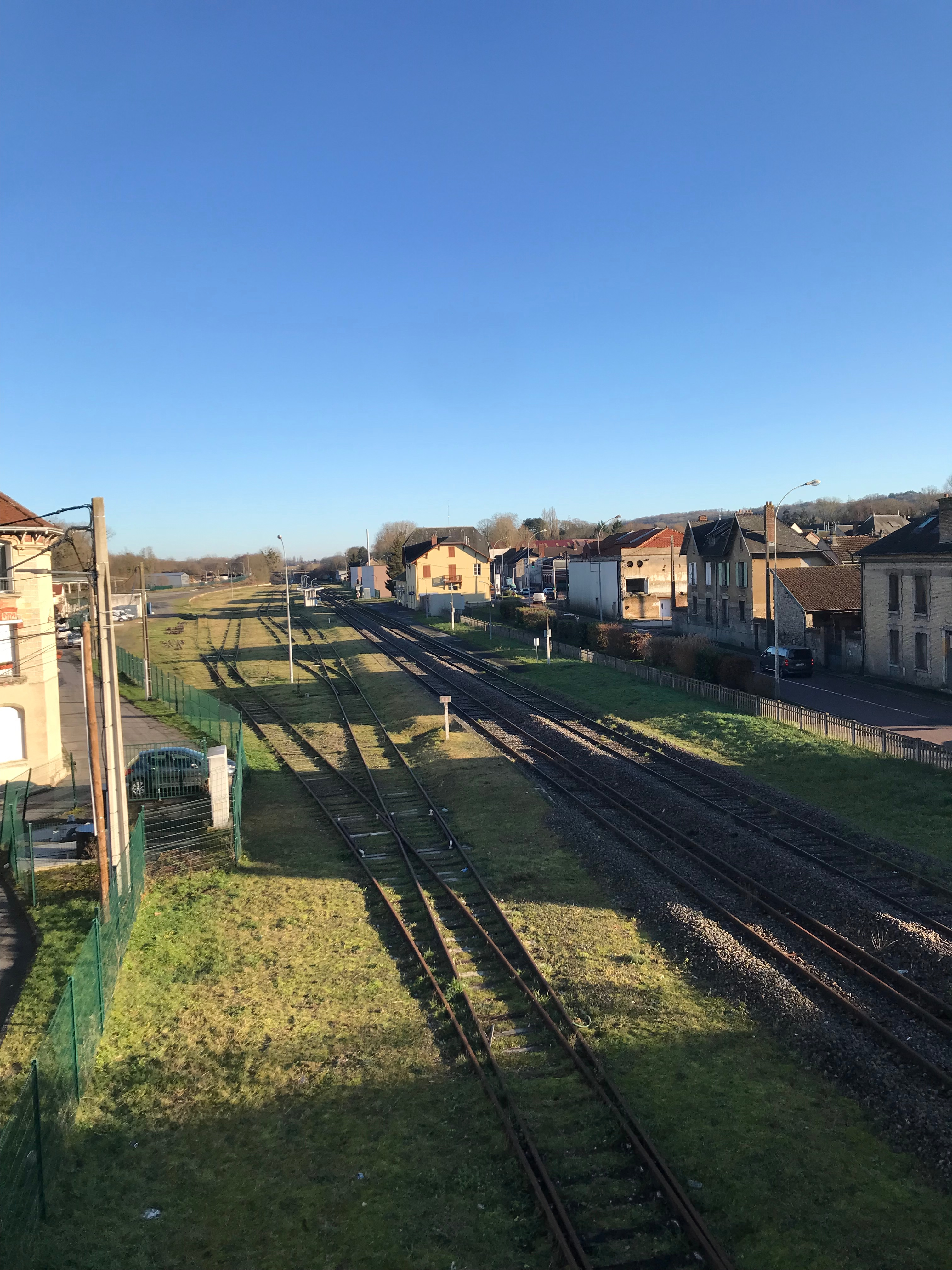
La gare de Fismes.

La commune est traversée par la route nationale 31 qui relie Reims et Soissons.
La gare de Fismes se trouve sur la ligne de Soissons à Givet par Reims et est desservie par les trains TER Grand Est vers Reims. Une liaison vers La Ferté-Milon est assurée par autocar, reprenant l'ancienne ligne de Trilport à Bazoches.

## Toponymie
Le nom de la localité est attesté sous la forme Ad Fines (« À la fin ») sur la table de Peutinger, se trouvant en effet placée à la limite des territoires des deux tribus gauloises, les Suessions et les Rèmes.
Comme l'indique Charles Rostaing, le nom latin Fines est une traduction du toponyme gaulois *equoranda, dont la signification fondamentale est limite, et dont la dérivation française la plus fréquente est Ingrandes.

## Histoire

### Antiquité
Fismes, sur la rive droite de la Vesle, est une antique cité gauloise, appelée, à l'époque gallo-romaine, Ad Fines Suessionium (Limite du territoire des Suessions) ou Ad Fines Remorum (Limite du territoire des Rèmes).

### Moyen Âge

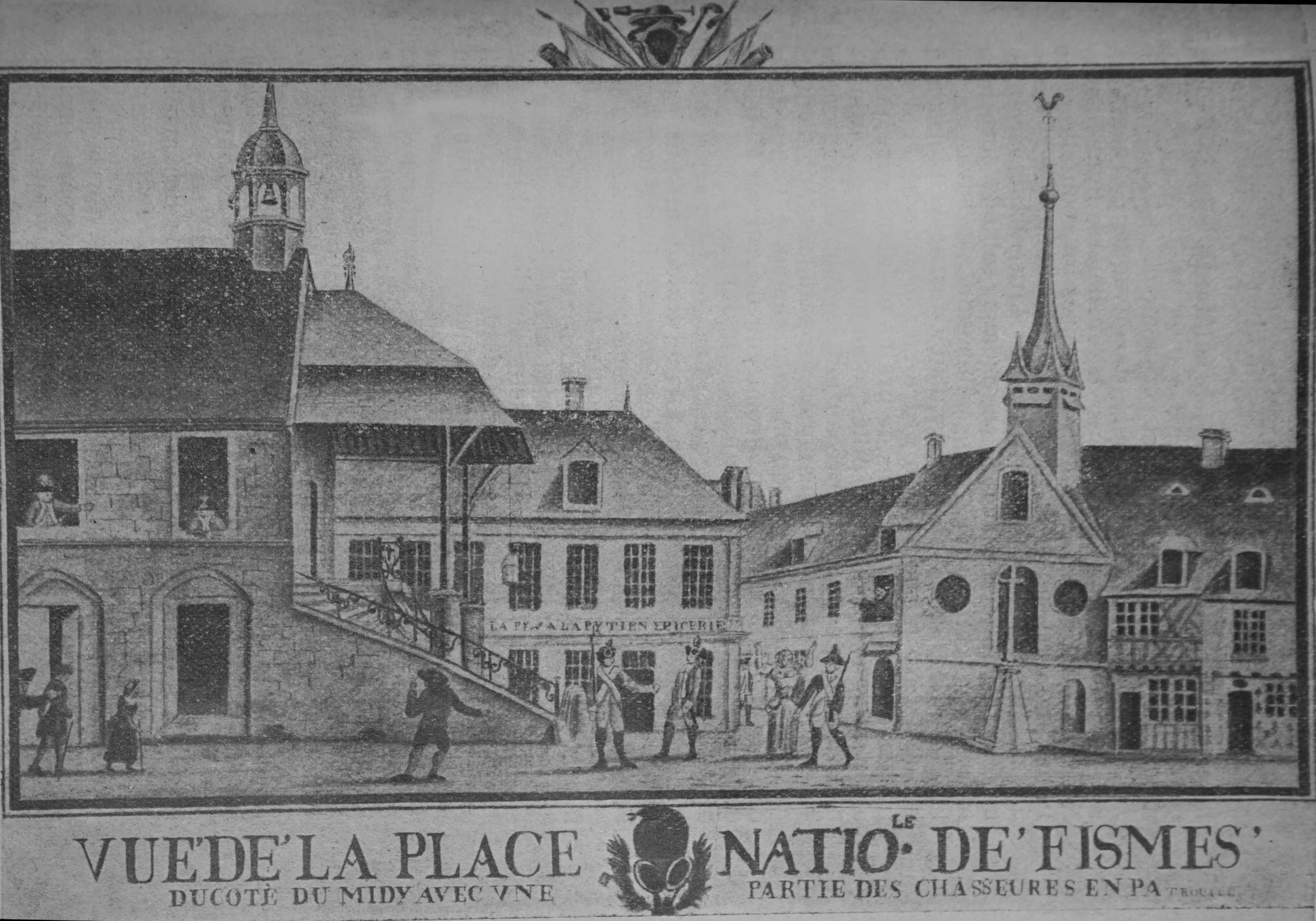
L'ancien hôtel de ville et l'hôtel dieu avec sa chapelle.

Durant l'époque carolingienne, entre Troyes en 878 et Mayence en 888, c'est à Fismes en 881 que se tient un concile.
C'est la période où Fismes est plusieurs fois détruite, par les Normands, puis par les Hongrois, ce qui pousse l’agglomération à rejoindre les hauteurs de la rive gauche.
En 1205, le pape Innocent III rappelle par une bulle que les comtes de Champagne sont les vassaux de l'archevêque de Reims, pour Épernay, Fismes, Châtillon-sur-Marne, Vertus, et Vitry-en-Perthois
En 1226, Thibault IV le Chansonnier récompense Fismes, après une guerre qu'il menait, en lui offrant le statut de ville libre. Ainsi apparaît le sceau, emblème de la ville, et une charte de commune qui place la ville sous l'égide d’un maire et de deux échevins, et Fismes devient autonome. Elle développe son artisanat, son commerce, ses foires et ses marchés, construit son église en pierre ainsi qu'un château (édifié à la place de la Poste actuelle), et plus tard un hôtel de ville (à son emplacement actuel). La guerre de Cent Ans ruine la ville.
La ville possédait un hôtel-Dieu qui est déjà attesté en 1419, et regroupait les léproseries de Ventelay, de Jonchery-sur-Vesle et de Fismes et se situait sur la place devant la mairie. Il possédait aussi une chapelle dédié à la Sainte-Croix.

### Temps modernes
De Louis XIII à Charles X, presque tous les futurs rois de France qui vont se faire sacrer à Reims passeront par Fismes, dernière étape du voyage.
En 1646, le Grand Condé acquit les droits seigneuriaux de Fismes et en gratifia César de Costentin de Tourville pour ses bons services. En 1647, le comté passe au fils aîné de César, François-César.
À la suite de la Fronde, les remparts et le château sont complètement détruits.

### Époque contemporaine
Napoléon signe à Fismes deux importants décrets, et 30 000 Prussiens mettent la ville à sac.
Le XIXe siècle voit Fismes s'industrialiser : sucreries (betterave sucrière), porcelaine de Fismes (de grande qualité), fonderie, chemin de fer, chapellerie, tanneries, moulins.
Fismes est desservie de 1903 à 1931 par la ligne Reims-Fimsmes des chemins de fer de la Banlieue de Reims, une ligne de chemin de fer secondaire réalisée sous l'autorité et par le financement du conseil général de la Marne.

Fismes au tout début du XXe siècle
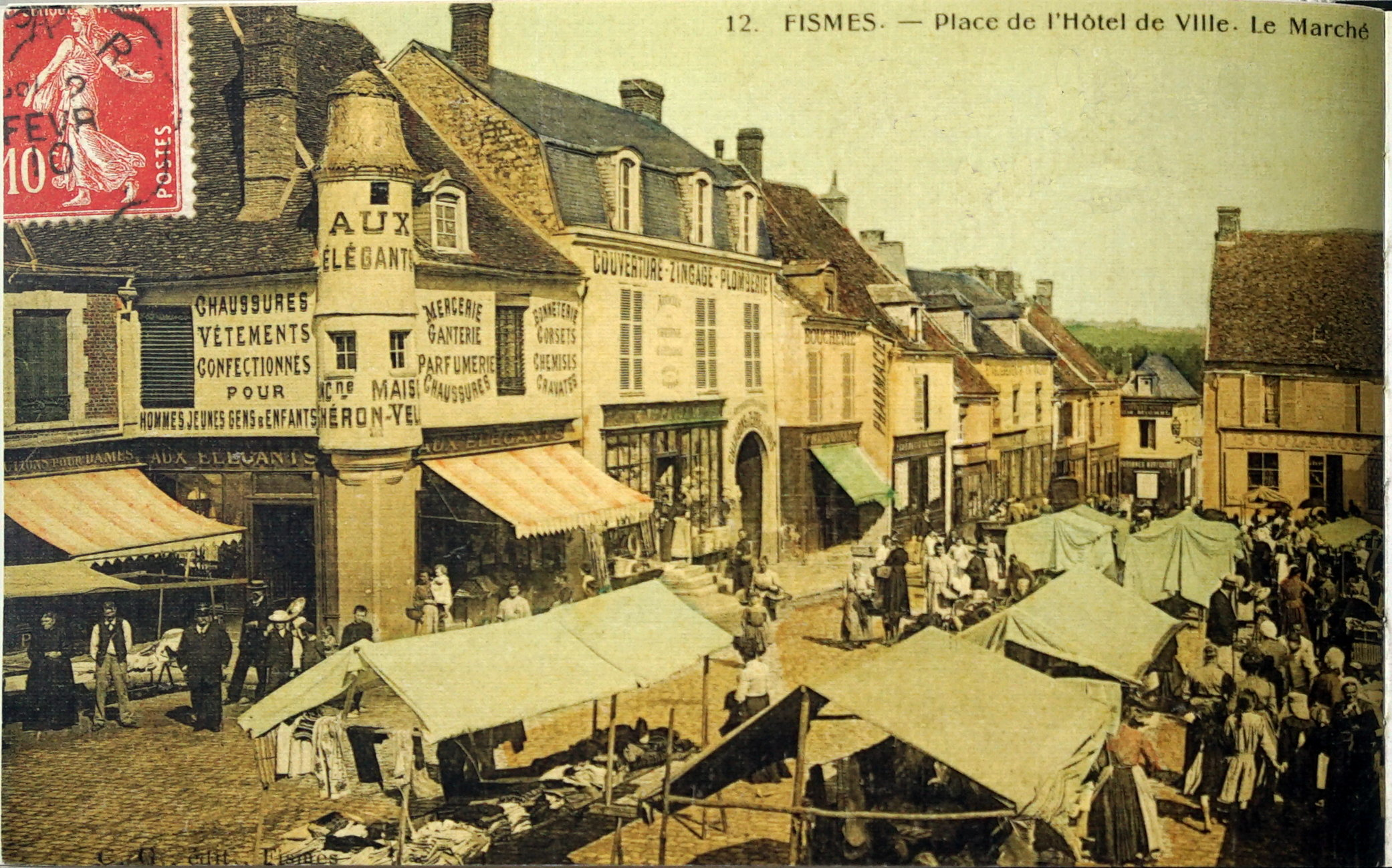
La placxe de l'Hôtel-de-Ville.
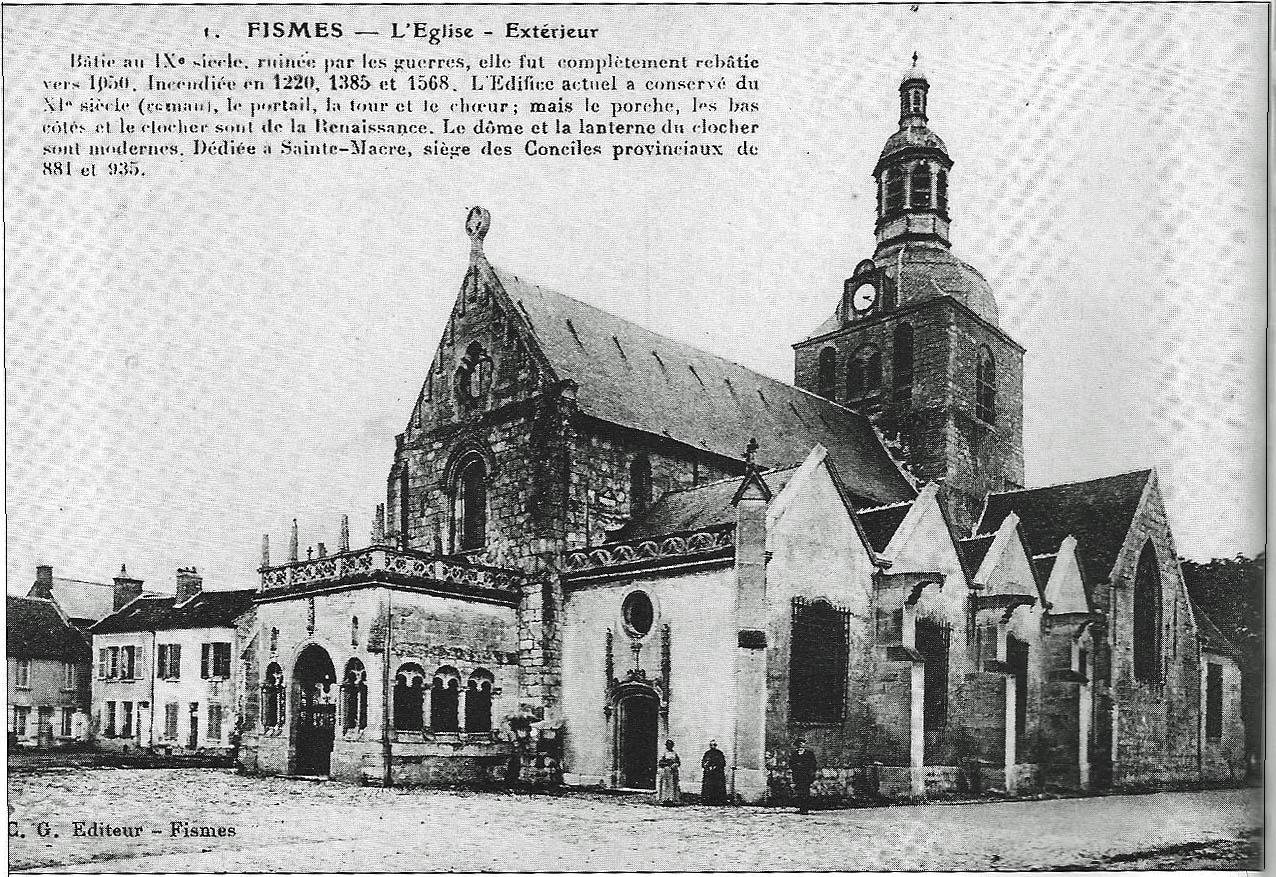
L'église.
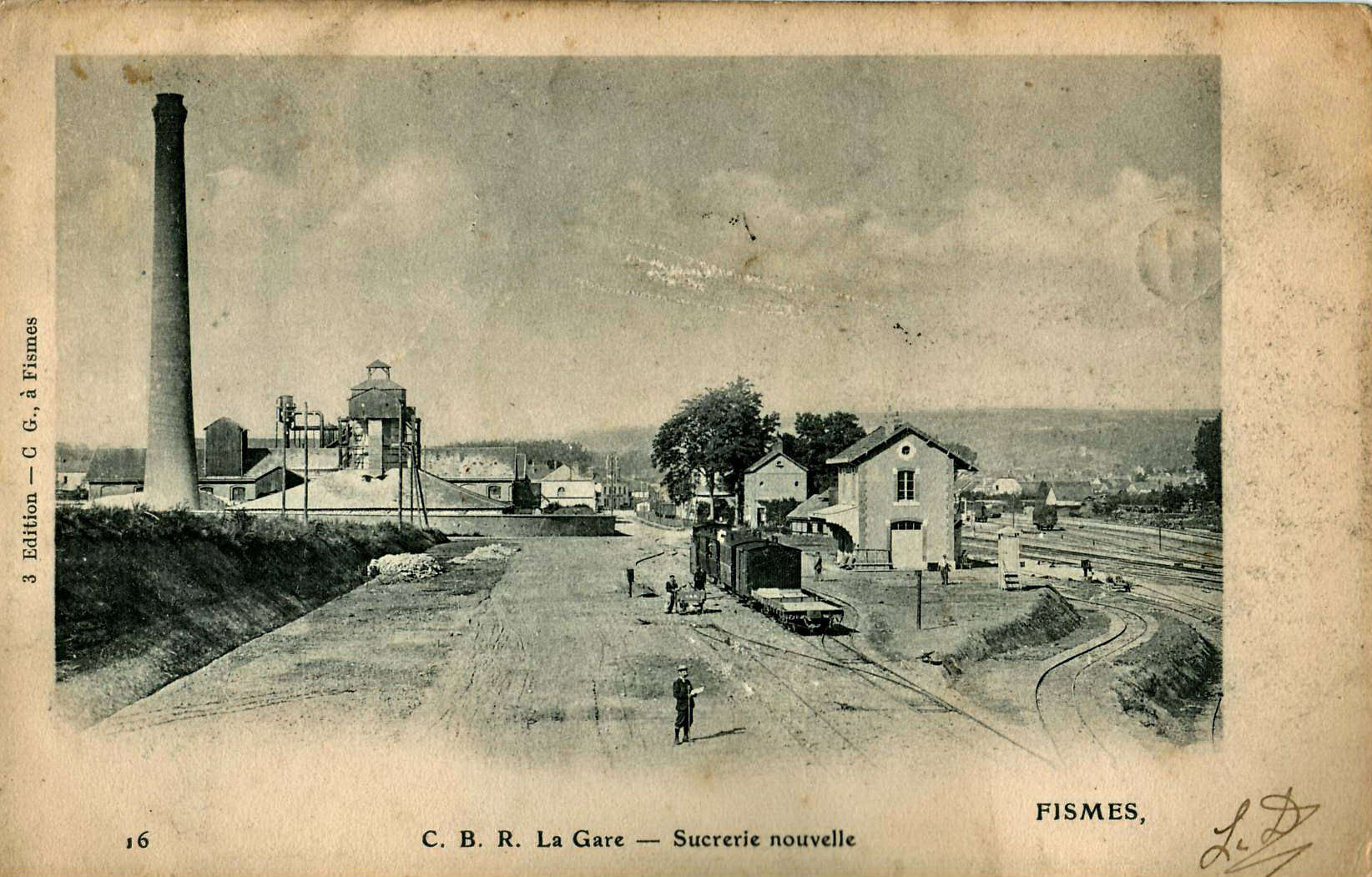
Un train chemins de fer de la Banlieue de Reims à la gare, avant la Première Guerre mondiale, à côté de la Sucrerie.
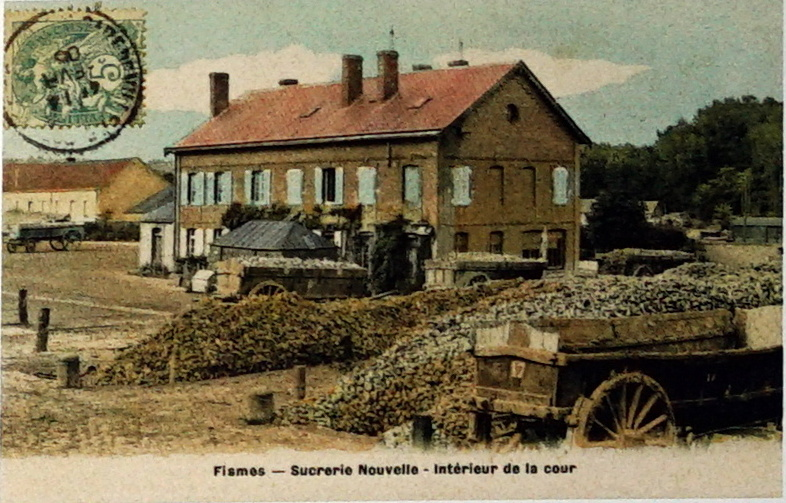
La sucrerie nouvelle.
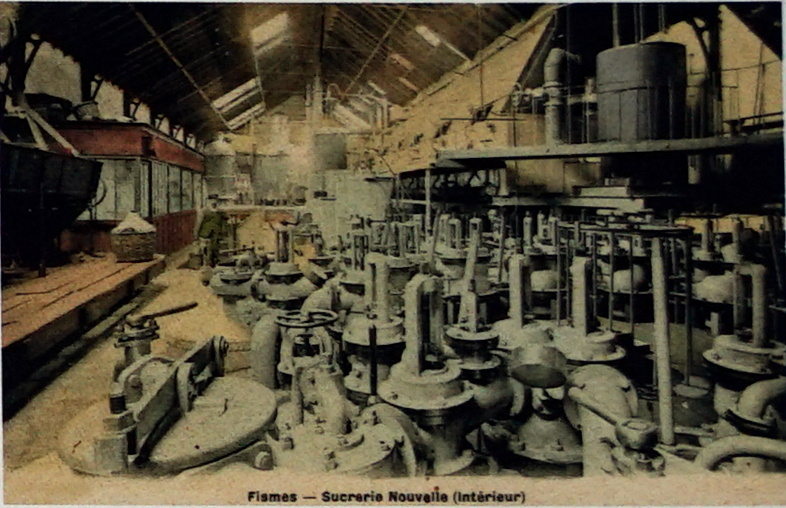
Intérieur de la sucrerie nouvelle.

La ville est touchée de plein fouet par la Première Guerre mondiale, puisque les Allemands qui l'avaient envahie avant de se retirer sur le chemin des Dames en viennent à la raser totalement en 1918.
L'historien militaire allemand George Soldan a écrit :  À partir du 3 août de cette même année, la cité, sa périphérie, son pont, ses marécages et le château du Diable sont l'enjeu de combats de rues uniques et acharnés  dans la Première Guerre mondiale. Les hommes de la 28e division d'infanterie Keystone perdent et reprennent à cinq reprises le quartier de Fismette au corps à corps, à la baïonnette et à la grenade. Le dernier acte de cette bataille se joue le 27 août 1918. Fismes et Fismette subissent un violent bombardement suivi de l'assaut des Sturmtruppen équipés de lance-flammes. Ce jour-là, seulement sept survivants traverseront le pont sur la Vesle (la bataille de Fismes et Fismette). Véritable ligne de vie entre la ville de Fismes et sa périphérie Fismette, le pont fut reconstruit par l’État de Pennsylvanie en 1928 et deviendra le mémorial symbolique des combats.
Le bourg est considéré comme détruit à la fin de la guerre et a  été décoré de la Croix de guerre 1914-1918, le 30 juillet 1920.

La Première Guerre mondiale et ses destructions
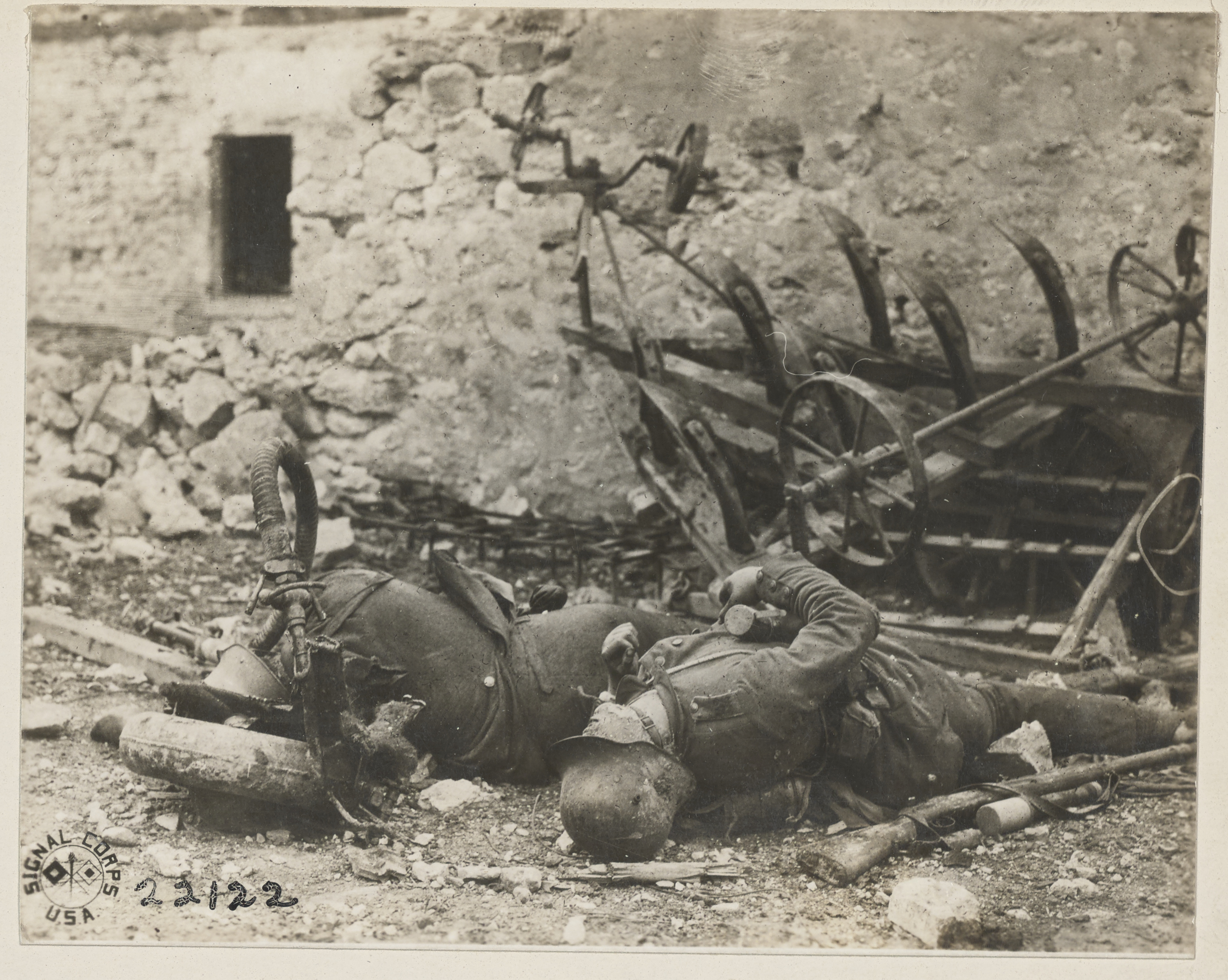
Soldats allemands avec un lance flammes tombés lors des combats dans la ville, N.A.R.A..
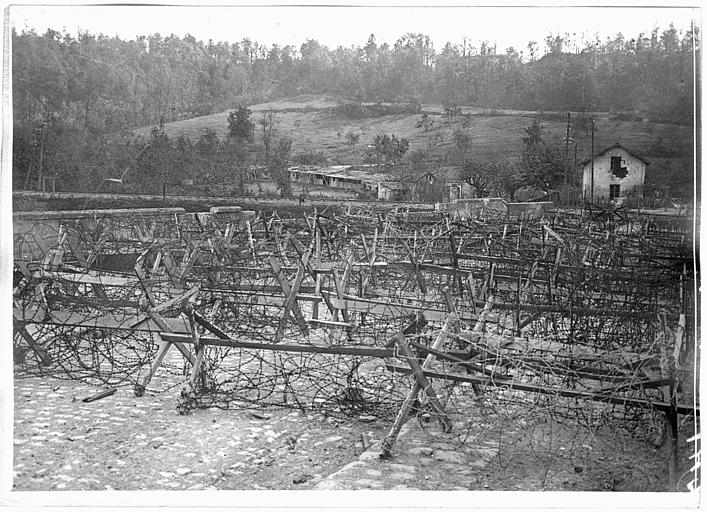
Défenses allemandes devant la Vesle.
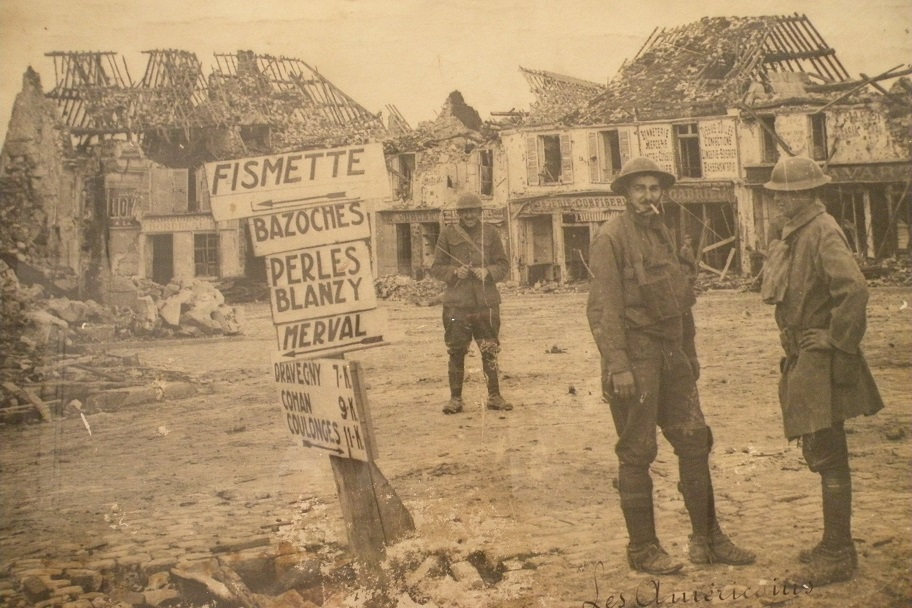
Troupes américaines à Fismes en 1918.
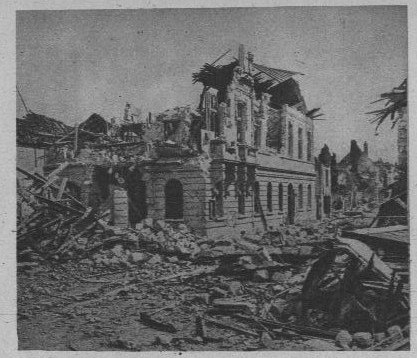
La Hôtel de ville de Fismes
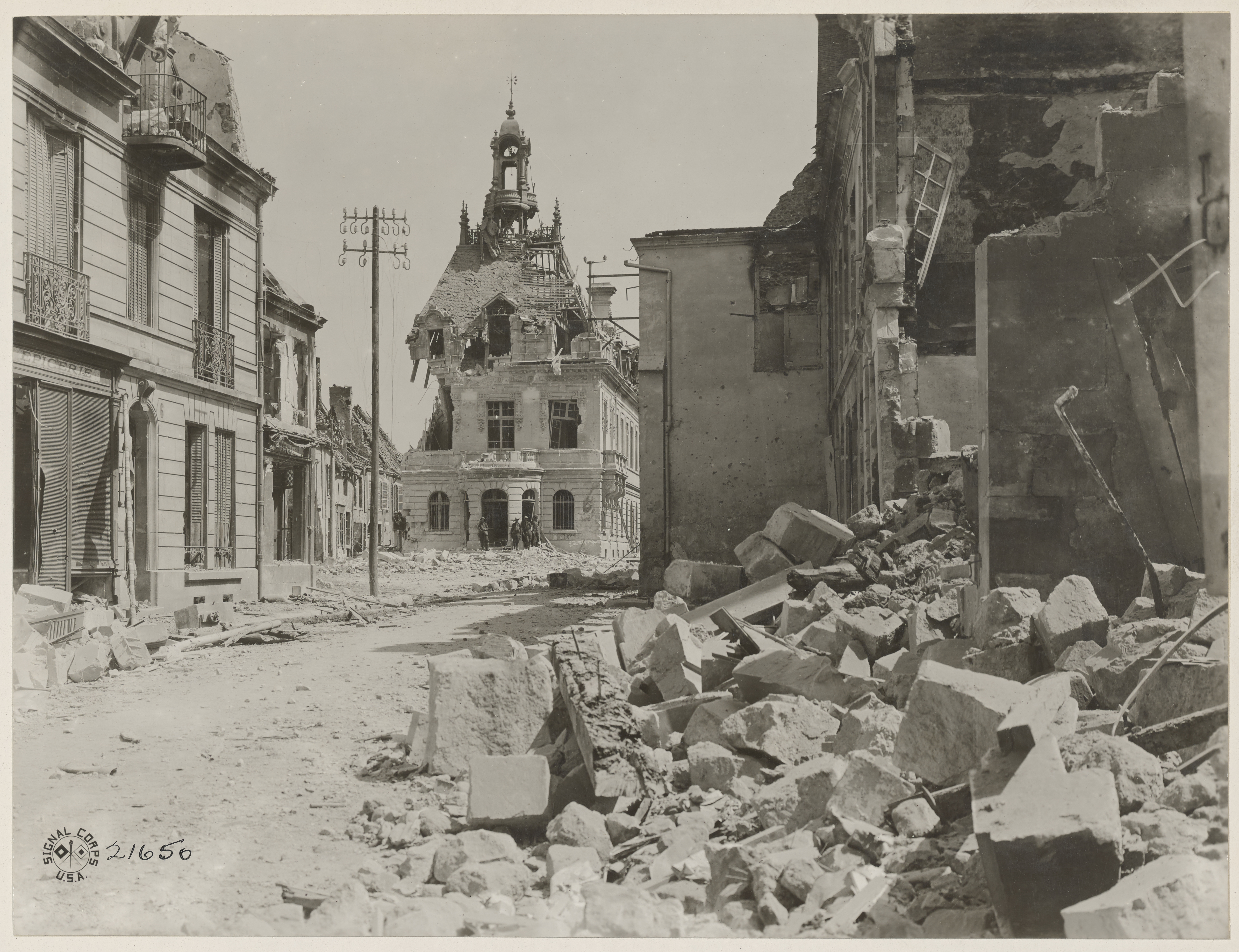
Autre vue de l'Hôtel-de-Ville.
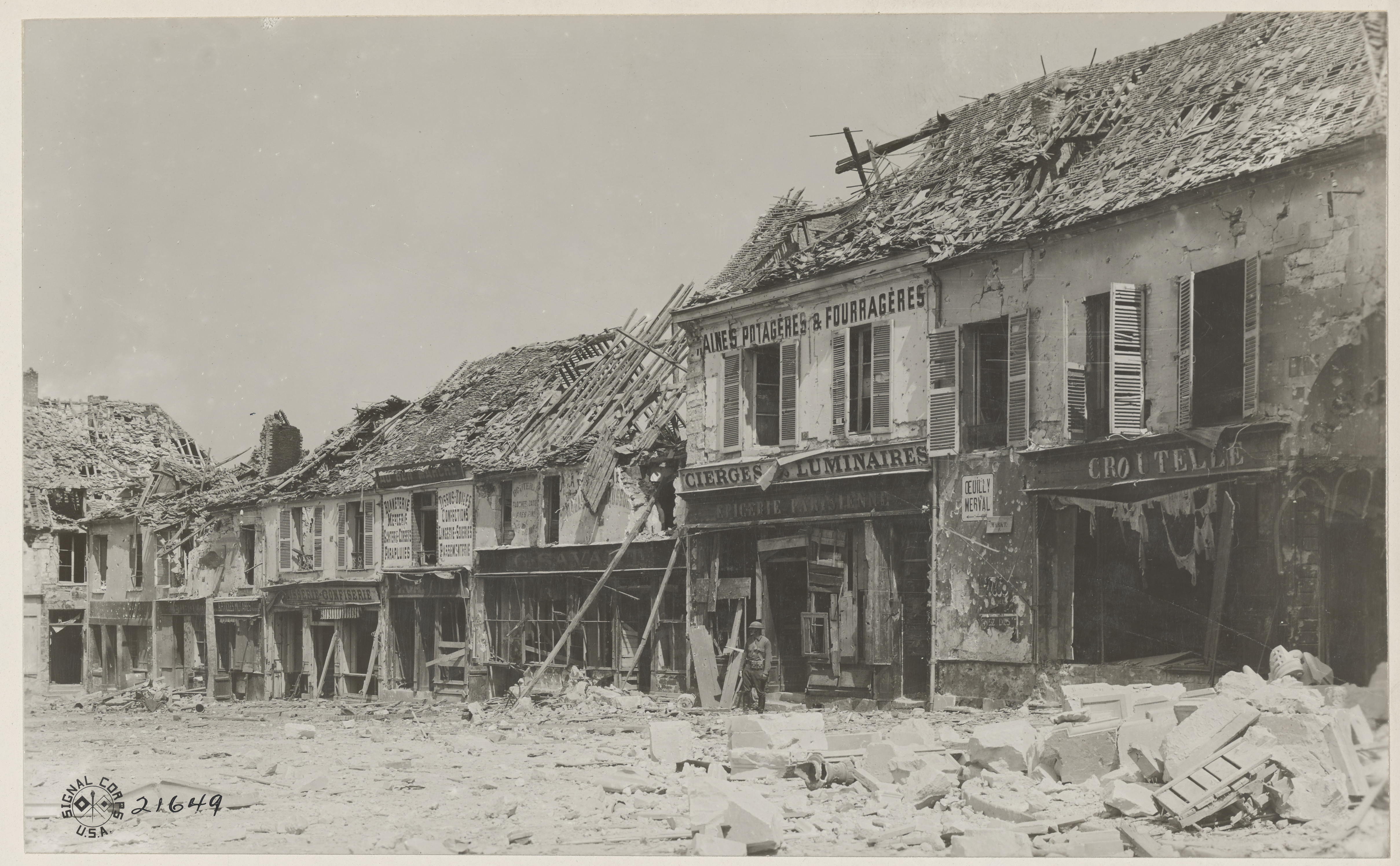

Fismes se reconstruit lentement, mais au cours de la Seconde Guerre mondiale, du fait de la nature ferroviaire de la ville (entre Soissons et Reims), 14 Fismois meurent dans les camps de concentration pour faits de Résistance, dont son maire d'alors, le docteur Génillon. Les trains de déportés, envoyés en Allemagne, passent par Fismes.
Fismes est décorée de la Croix de guerre 1939-1945 le 11 novembre 1948.

## Politique et administration

### Rattachements administratifs et électoraux

#### Rattachements administratifs
La commune se trouve dans l'arrondissement de Reims du département de la Marne.
Elle était depuis 793 le chef-lieu du canton de Fismes. Dans le cadre du redécoupage cantonal de 2014 en France, cette circonscription administrative territoriale a disparu, et le canton n'est plus qu'une circonscription électorale.

#### Rattachements électoraux
Pour les élections départementales, la commune est depuis 2014 le bureau centralisateur du nouveau  canton de Fismes-Montagne de Reims.
Pour l'élection des députés, elle fait partie de la deuxième circonscription de la Marne.

### Intercommunalité
La commune était le siège de la petite communauté de communes des Deux Vallées du Canton de Fismes, un établissement public de coopération intercommunale (EPCI) à fiscalité propre créé fin 1997  et auquel la commune avait transféré un certain nombre de ses compétences, dans les conditions déterminées par le code général des collectivités territoriales.
Conformément aux prescriptions de la loi de réforme des collectivités territoriales du 16 décembre 2010, qui a prévu le renforcement et la simplification des intercommunalités et la constitution de structures intercommunales de grande taille, et en application des dispositions du schéma départemental de coopération intercommunale de la Marne du 15 décembre 2011celle-ci a fusionné avec la communauté de communes Ardre et Vesle pour former, le 1er janvier 2014, la communauté de communes Fismes Ardre et Vesle.
Une seconde fusion intervient dans le cadre des dispositions de la loi portant nouvelle organisation territoriale de la République du 7 août 2015, et la communauté de communes Fismes Ardre et Vesle fusionne au sein de la communauté urbaine du Grand Reims le  1er janvier 2017. Fismes en est donc désormais membre.

### Tendances politiques et résultats
Lors des élections municipales de 2014 dans la Marne, la liste DVG menée par le maire sortant Jean-Pierre Pinon est la seule candidate et obtient la totalité des 1 468 suffrages exprimés. La liste est donc élue en totalité et 18 de ses membres ssont également conseillers communautaires.
Lors de ce scrutin, 53,19 % des électeurs se sont abstenus, et 18,13 % des votants ont choisi un bulletin blanc ou nul.
Lors des élections municipales de 2020 dans la Marne, la liste DVG menée par Charles Gossard  — bénéficiant du soutien du maire sortant Jean-Pierre Pinon qui ne se représentait pas — est la seule candidate et obtient la totalité des 898 suffrages exprimés. Cette liste est donc élue en totalité et 2 de ses membres siègent au conseil du Grand Reims.
Lors de ce scrutin marqué par la pandémie de Covid-19 en France, 72,48 % des électeurs se sont abstenus et 4,89 % des votants ont choisis un bulletinn blanc ou nul.

### Liste des maires

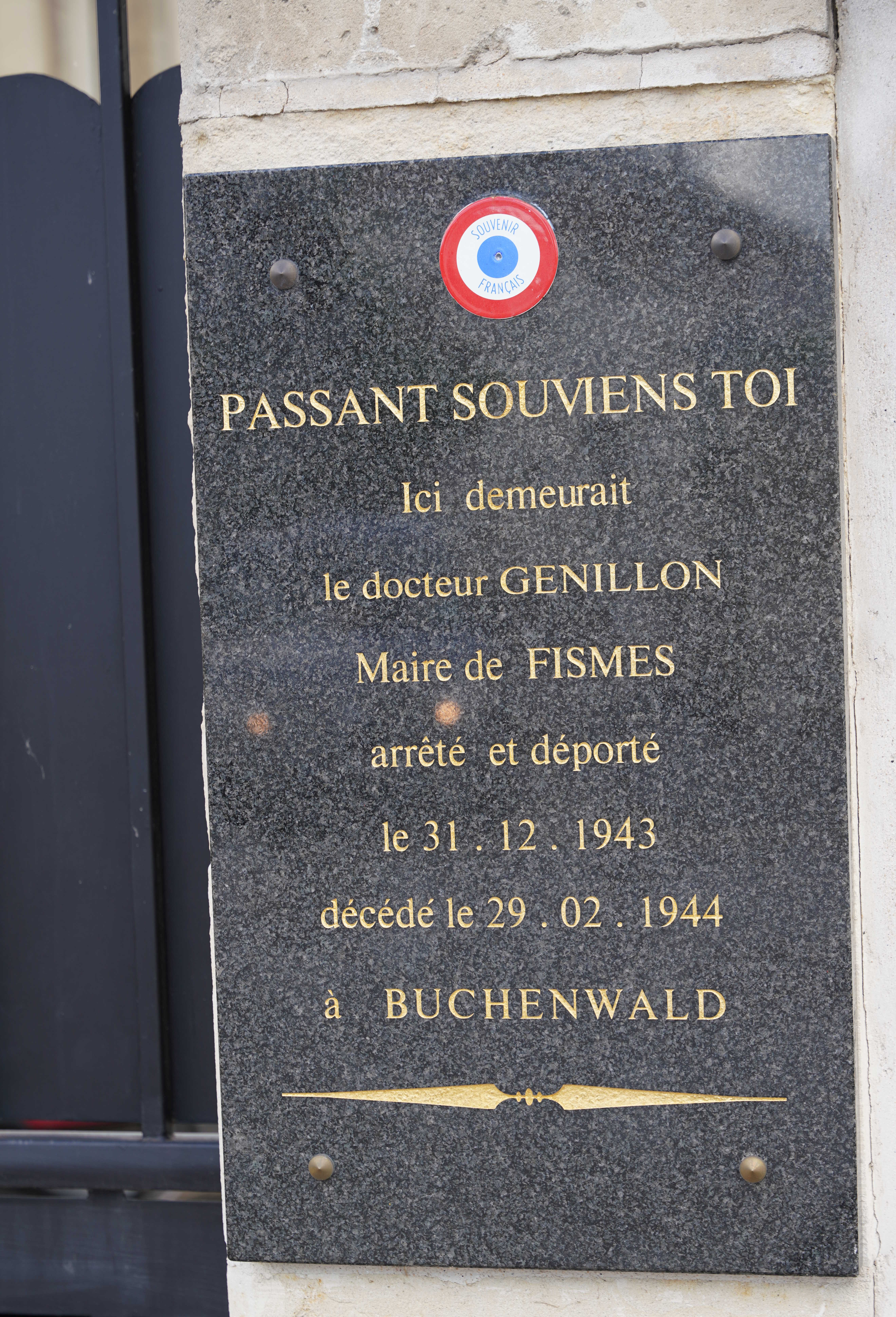
Plaque en hommage au docteur Genillon, maire de Fismes mort pour la France.

| Période                                  | Période                    | Identité                          | Étiquette   | Qualité |
| ---------------------------------------- | -------------------------- | --------------------------------- | ----------- | --- |
| Les données manquantes sont à compléter. |                            |                                   |             | |
|                                          |                            |                                   |             | |
| an XII                                   | an XII                     | Pierre Edme Barbey                |             | |
| an XII                                   | 1810                       | Henri Servant                     |             | |
| 1810                                     | 1811                       | Barbey de Chambrecy               |             | |
| 1811                                     | 1814                       | Heurtevin Louis                   |             | |
| Juin 1814                                | Août 1814                  | Pillois                           |             | |
| 1814                                     | 1815                       | Antoine Clément                   |             | |
| 1815                                     | 1822                       | Gérard Billet                     |             | |
| 1822                                     | 1829                       | Barbey de Chambrecy               |             | |
| 1829                                     | 1836                       | Jean-Philippe Bruley              |             | |
| 1836                                     | 1871                       | Pierre-Louis Regnault             |             | |
| 1871                                     | 1890                       | Jacques Félix Sarazin (1824-1899) |             | Conseiller général, président du département, notaire                                                                        |
| 1890                                     | 1919                       | Constantin Couvreur               |             | |
| Juin 1919                                | Décembre 1919              | Henri Goumant                     |             | |
| 1919                                     | 1929                       | Edgard Maquerlot                  |             | |
| 1929                                     | 1932                       | Lucien Laplanche                  |             | |
| 1932                                     | 1934                       | Paul Bouché                       |             | |
| 1934                                     | 1936                       | Fernand Génillon                  |             | Médecin |
| 1936                                     | 1937                       | Louis Cauchois                    |             | |
| 1937                                     | 1944                       | Fernand Génillon                  |             | Arrêté dans l'exercice de ses fonctions, Mort pour la France à Buchenwald en 1944.                                           |
| 1944                                     | 1945                       | Ernest Guyomarc'h                 |             | |
| 1946                                     | 1947                       | Henri Bertho                      |             | |
| 1947                                     | 1948                       | Edmond Lauroy                     |             | |
| 1948                                     | mars 1971                  | Marc Olivier                      | DVD         | Pharmacien Conseiller général de Fismes (1949 → 1976)                                                                        |
| mars 1971                                | mars 1977                  | Aimé Bouchez                      |             | |
| mars 1977                                | mars 2001                  | Paul Caffe                        | PS          | Enseignant |
| mars 2001                                | mai 2020                   | Jean-Pierre Pinon,                | PS puis DVG | Artisan-menuisier retraité Conseiller général de Fismes (2008 → 2015) Conseiller régional de Champagne-Ardenne (2004 → 2008) |
| mai 2020                                 | En cours (au 15 mars 2025) | Charles Gossard                   | DVG         | Marchand de journaux) Chevalier de l'Ordre national du Mérite                                                                |

## Population et société

### Démographie
L'évolution du nombre d'habitants est connue à travers les recensements de la population effectués dans la commune depuis 1793. Pour les communes de moins de 10 000 habitants, une enquête de recensement portant sur toute la population est réalisée tous les cinq ans, les populations de référence des années intermédiaires étant quant à elles estimées par interpolation ou extrapolation. Pour la commune, le premier recensement exhaustif entrant dans le cadre du nouveau dispositif a été réalisé en 2006.

En 2022, la commune comptait 5 884 habitants, en évolution de +7,12 % par rapport à 2016 (Marne : −1,19 %, France hors Mayotte : +2,11 %).
| 1793  | 1800  | 1806  | 1821  | 1831  | 1836  | 1841  | 1846  | 1851  |
| ----- | ----- | ----- | ----- | ----- | ----- | ----- | ----- | ----- |
| 2 025 | 2 129 | 2 139 | 1 938 | 2 110 | 2 120 | 2 366 | 2 422 | 2 371 |

| 1856  | 1861  | 1866  | 1872  | 1876  | 1881  | 1886  | 1891  | 1896  |
| ----- | ----- | ----- | ----- | ----- | ----- | ----- | ----- | ----- |
| 2 505 | 2 705 | 2 840 | 2 717 | 3 218 | 3 275 | 3 238 | 3 303 | 3 343 |

| 1901  | 1906  | 1911  | 1921  | 1926  | 1931  | 1936  | 1946  | 1954  |
| ----- | ----- | ----- | ----- | ----- | ----- | ----- | ----- | ----- |
| 3 355 | 3 411 | 3 330 | 2 338 | 3 186 | 3 151 | 3 111 | 3 029 | 3 222 |

| 1962  | 1968  | 1975  | 1982  | 1990  | 1999  | 2006  | 2011  | 2016  |
| ----- | ----- | ----- | ----- | ----- | ----- | ----- | ----- | ----- |
| 3 490 | 3 634 | 4 233 | 4 674 | 5 286 | 5 313 | 5 351 | 5 404 | 5 493 |

| 2021  | 2022  | - | - | - | - | - | - | - |
| ----- | ----- | - | - | - | - | - | - | - |
| 5 803 | 5 884 | - | - | - | - | - | - | - |

### Manifestattions culturelles et festivités
- Fête du Livre (tous les deux ans les années impaires en mai)
- Convention annuelle Rock N' Metal (chaque 1er dimanche du mois de mars à la Salle des Fêtes)
- British Steel Night Festival (chaque 1er samedi du mois d'octobre à la Salle des Fêtes)
- La descente du Menhir (tous les ans, fin juin ou début juillet)
- Africa Fismes (tous les deux ans les années paires en septembre)
- Fête des Fleurs (troisième dimanche de mai)
- Retraite aux flambeaux et feu d'artifice le 14 juillet en soirée
- Fête patronale le dernier WE de juillet, avec grand concert gratuit à 16 h 00 le dimanche
- Foire St Eloi (Premier samedi de décembre)
- Cérémonies du souvenir annuelles (rassemblement à 10 h 45 devant l'hôtel de ville) : journée des déportés (dernier dimanche d'avril), 8 mai, 14 juillet, 11 novembre
- Hard Rock Legends (tous les ans à la Spirale)

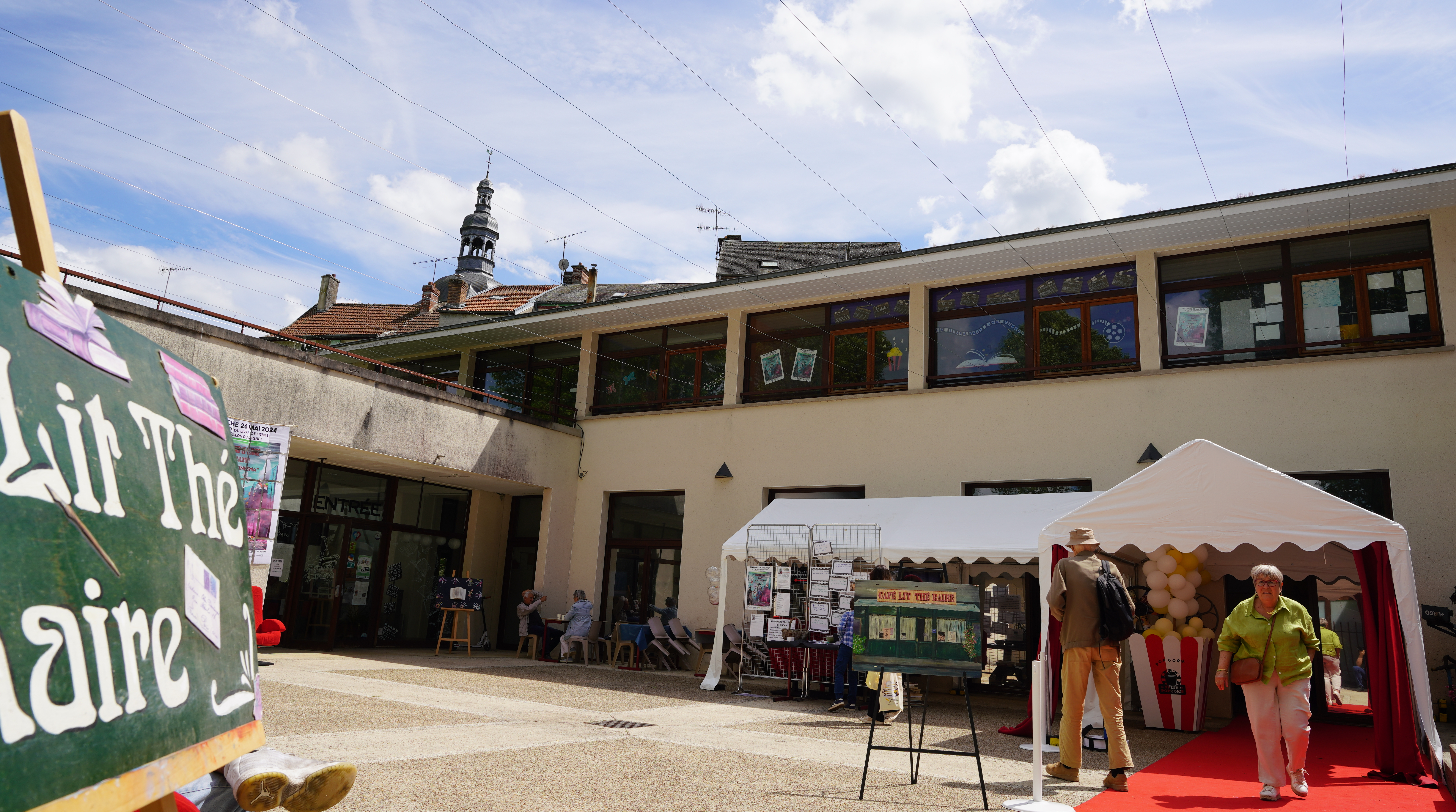
La MJC lors de la fête du livre.
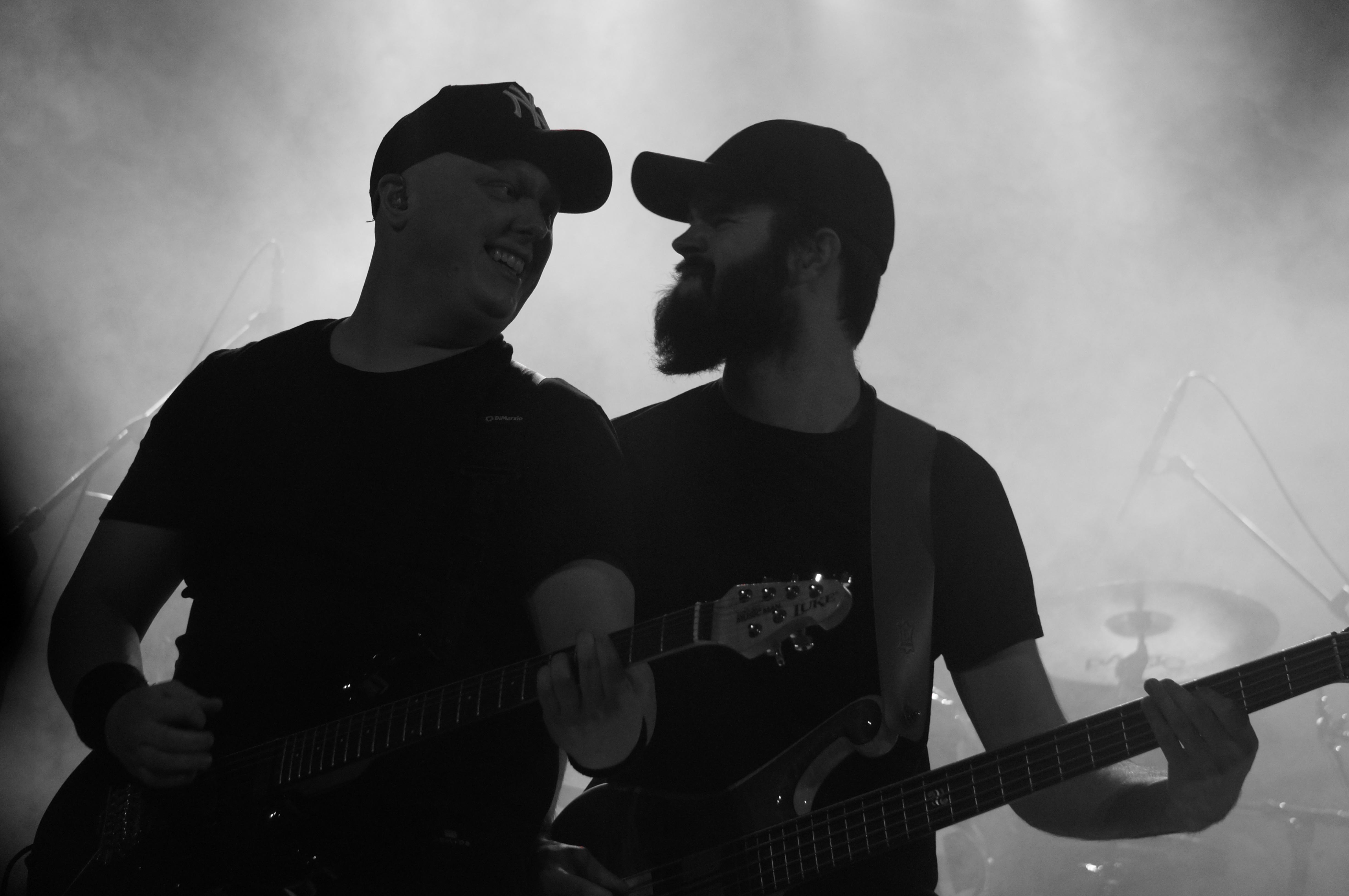
Hopes of Freedom au 18e festival Hard Rock Legends.
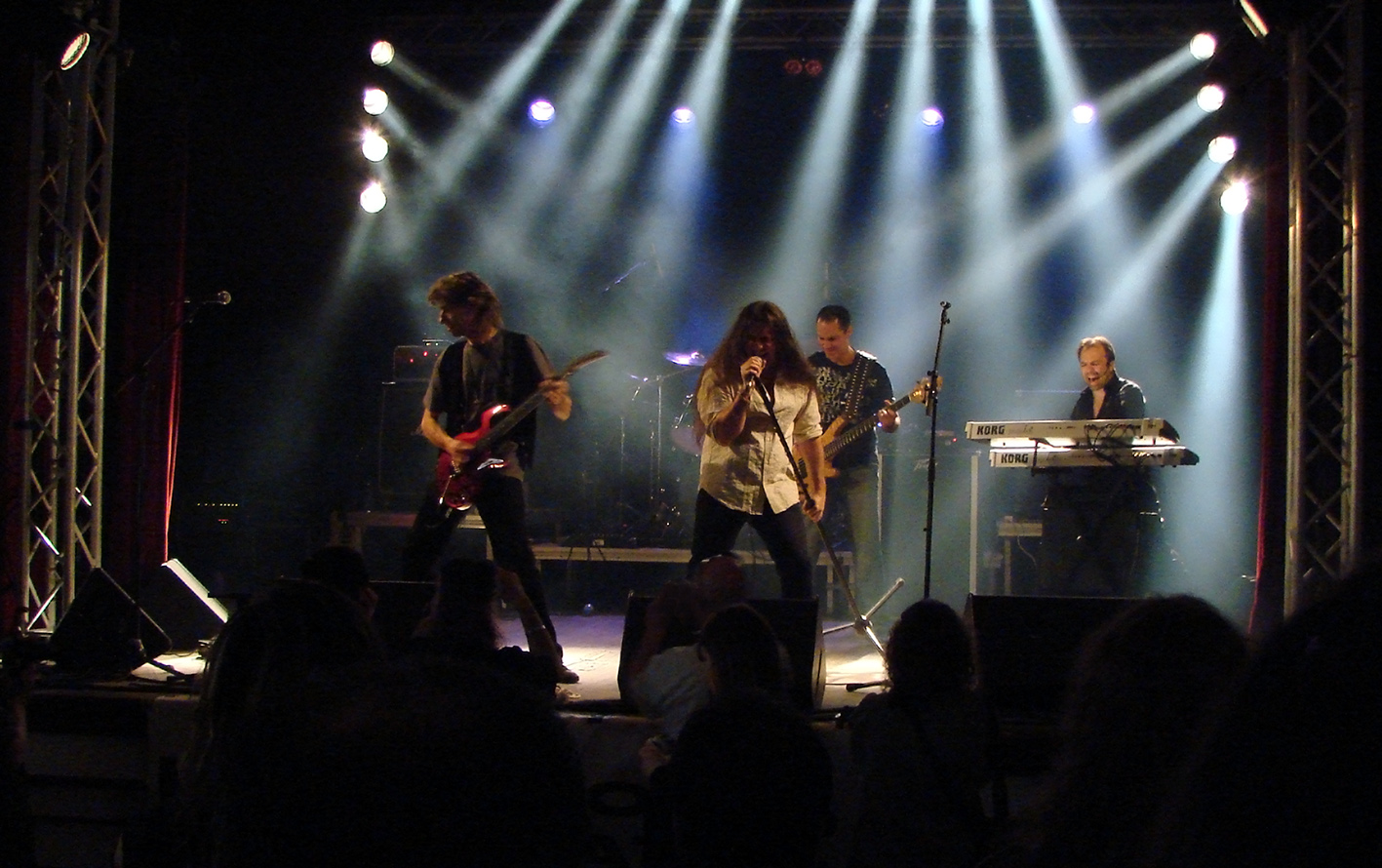
Shannon au 11e festival.
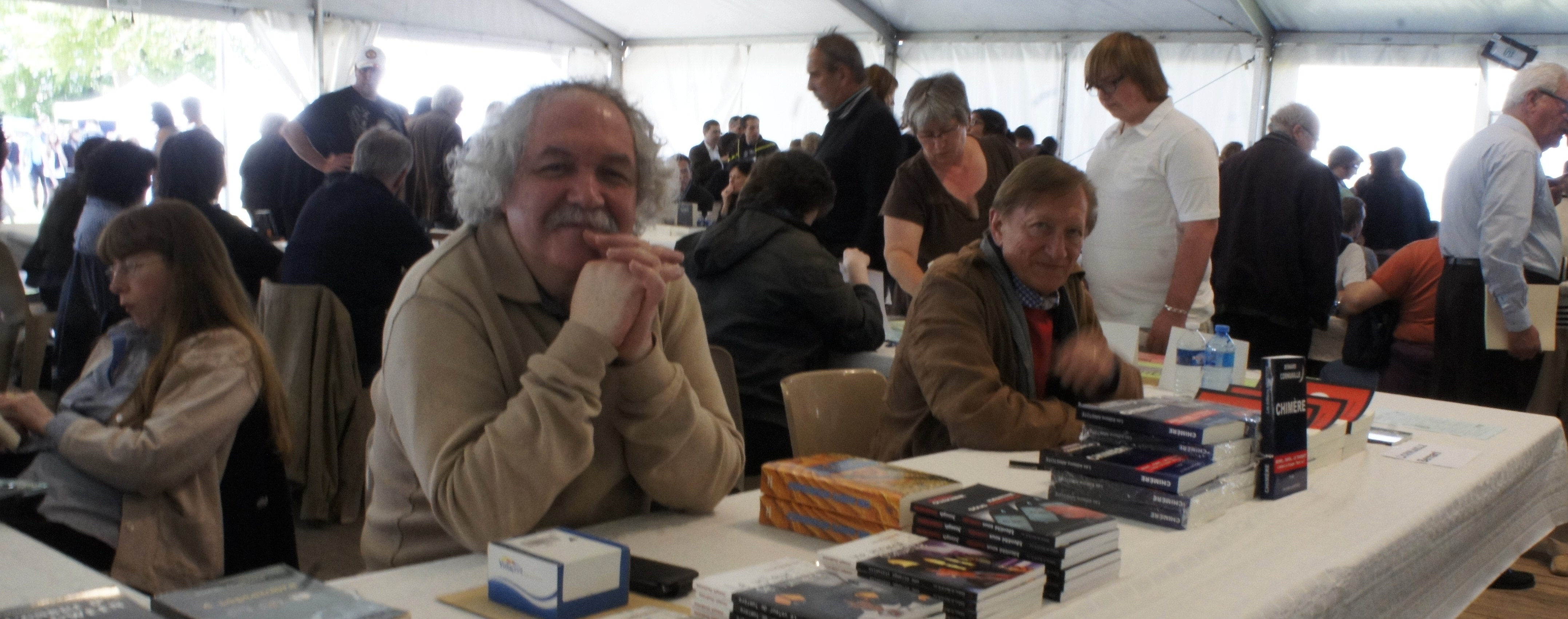
A la 10e fête du livre.

## Économie

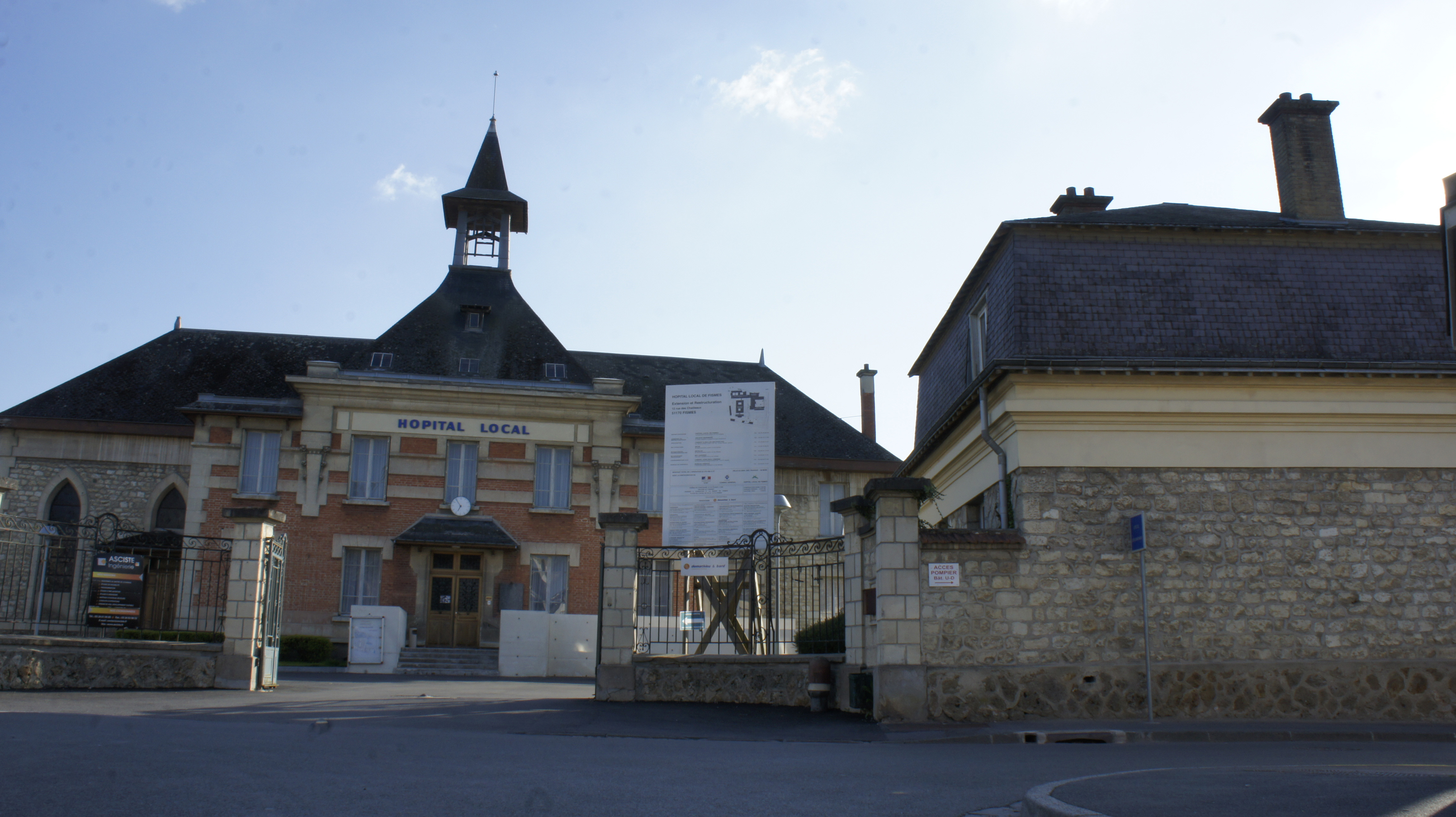
L' hôpital local, successeur de l'hôtel dieu.

L'économie locale a été dominée par la présence d'une sucrerie, qui a cessé son activité en 1978. L'activité de petite métallurgie est également présente depuis longtemps.
Depuis 2008, la commune de Fismes est intégrée à la zone de production des vins de Champagne. Les parcelles autorisées pour la plantation de la vigne ne sont pas encore connues.
Les principales entreprises sont Campa (fabrication de convecteurs électriques haut de gamme), Finaxo (procédés de traitement de l'eau et des déchets), Profinox, Fimaluplast (Menuiserie Alu et PVC) et Experton-Revollier (grillage métallique et surfaces criblantes), groupe familial successeur récent de l'entreprise Gantois.

## Culture et patrimoine

### Lieux et monuments
- Promenade de Fismes
- L'hôtel de ville ;
- L'église de Fismes est dédiée à sainte Macre. Elle date du XIIe siècle et a été remaniée aux XVe, XVIe et XVIIe siècles. Elle est classée monument historique depuis 1919[42] ;
- Les remparts ;
- Le pilier de la porte Saint-Gilles ;
- Les bornes royales sur la route de Soissons, la voie des sacres ;
- La maison dite « Heurtevin » : les rois de France y ont souvent passé leur dernière nuit de prince ;
- Le manoir, au lieu-dit Villette sur la route de Reims, corps de logis avec tourelle et bouche à feu ainsi qu'une fenêtre et colonnettes cannelées en délis oratoir Renaissance ;
- Le pont mémorial américain, en l'honneur de la 28e division d'infanterie de Pennsylvanie[43] ;
- Le musée
  - du pain ;
  - France 40 Véhicules ;
- Le monument aux morts de la Première Guerre mondiale est sculpté par François Mourgues, avec l'aide de l'architecte Édouard Véïs et du marbier M. Renaud[44] ;
- La Spirale. Salle de spectacle.

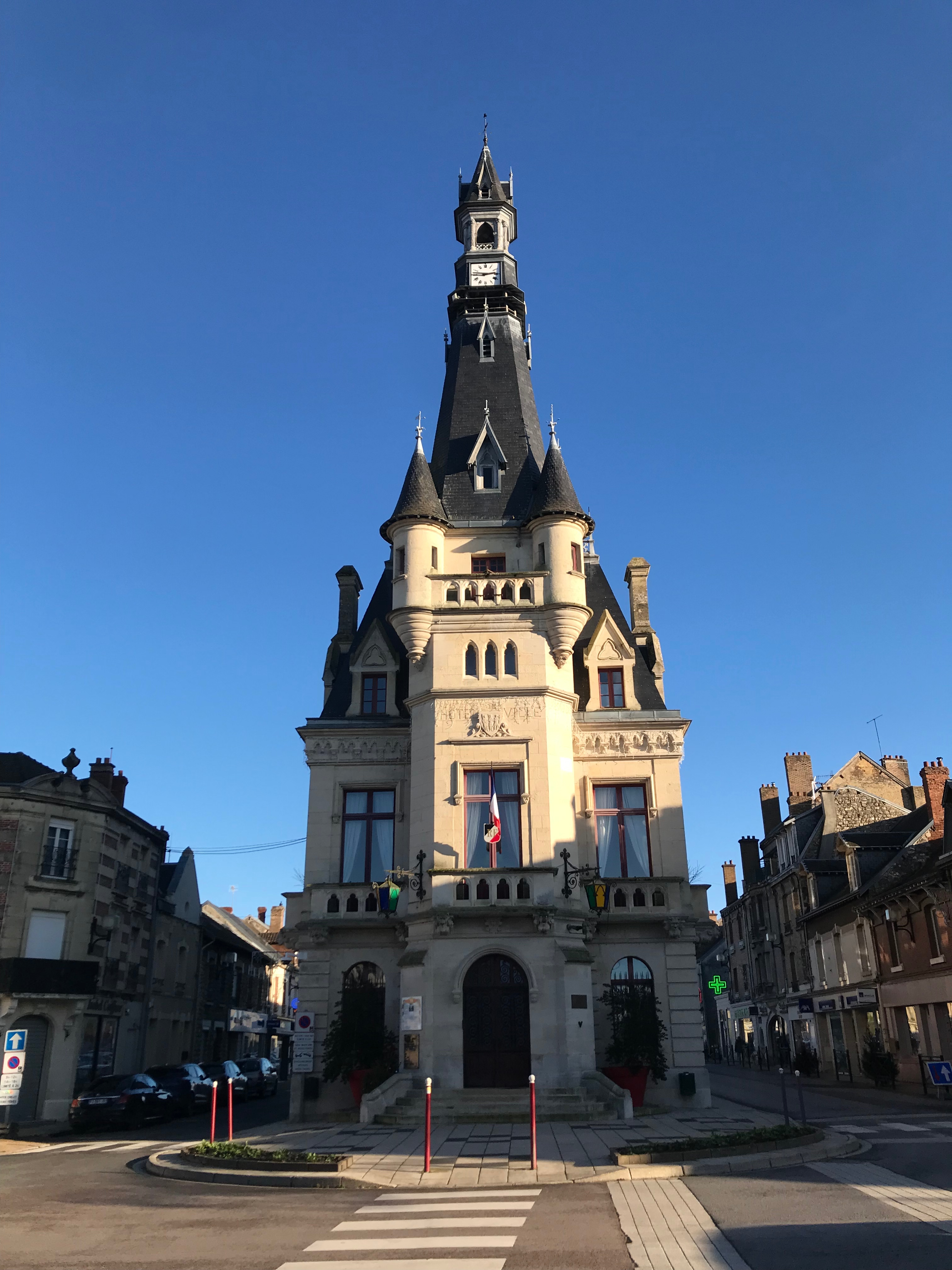
L'hôtel de ville de Fismes
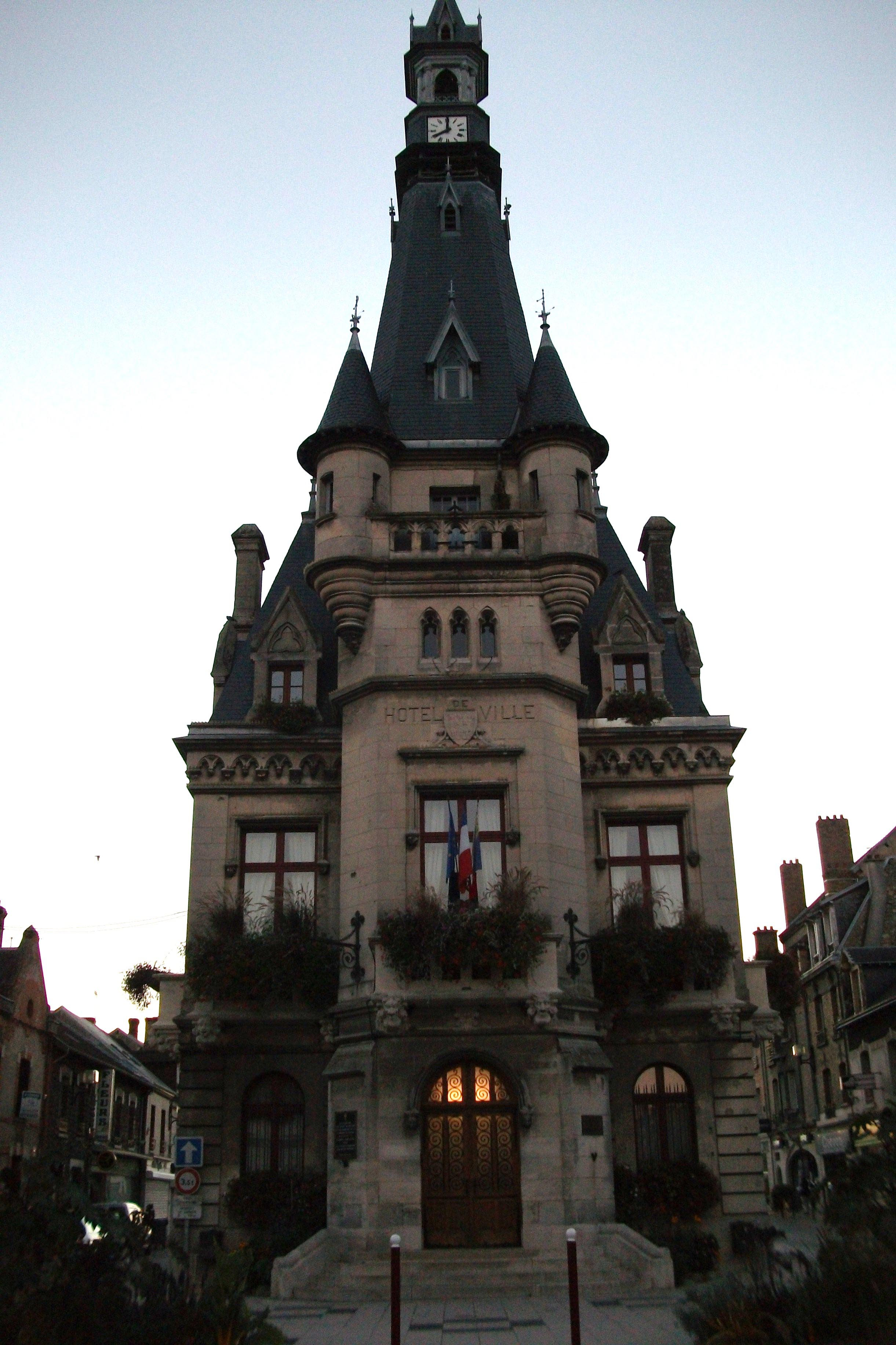
Façade est de la mairie.
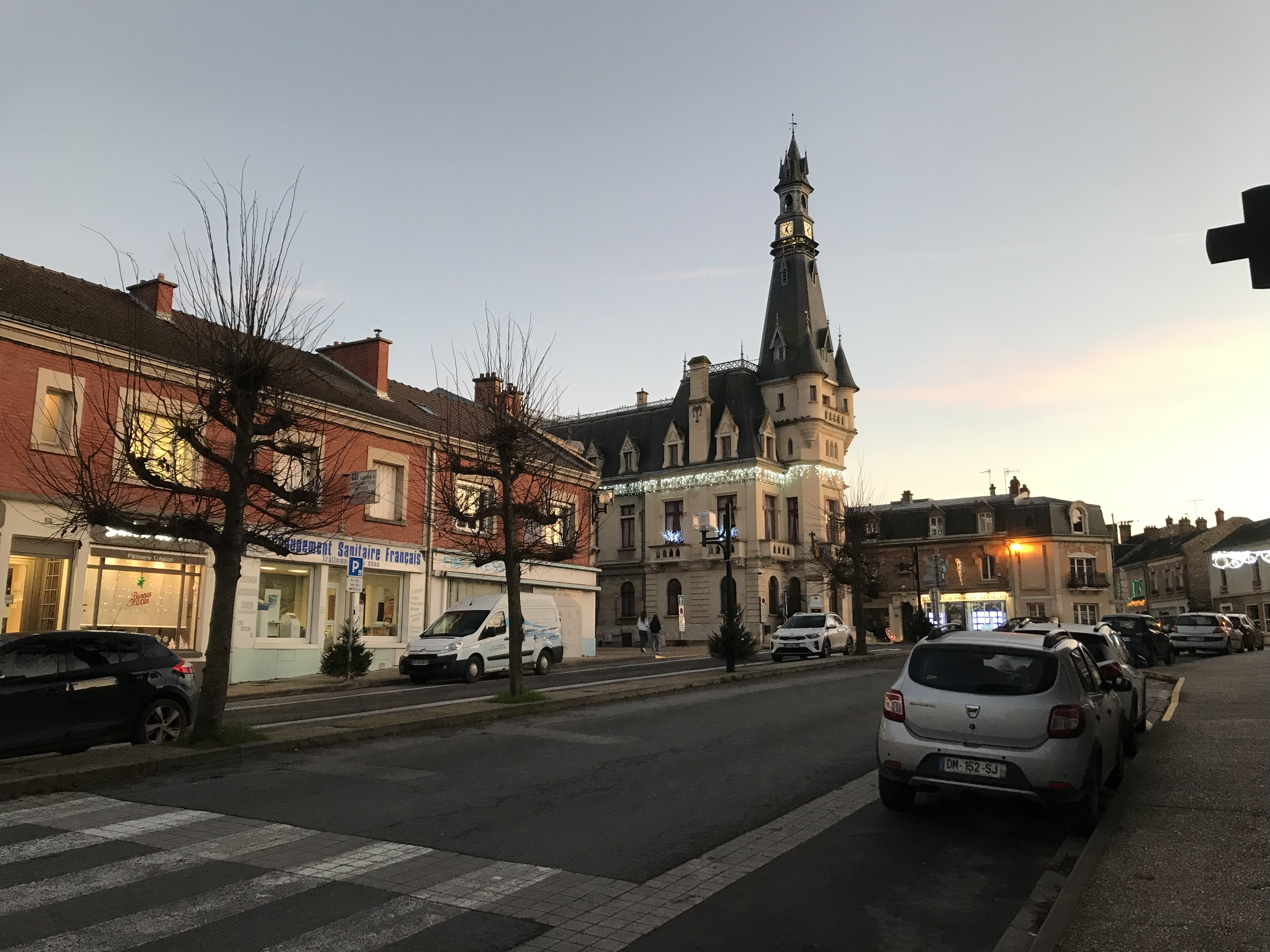
Le centre-ville.
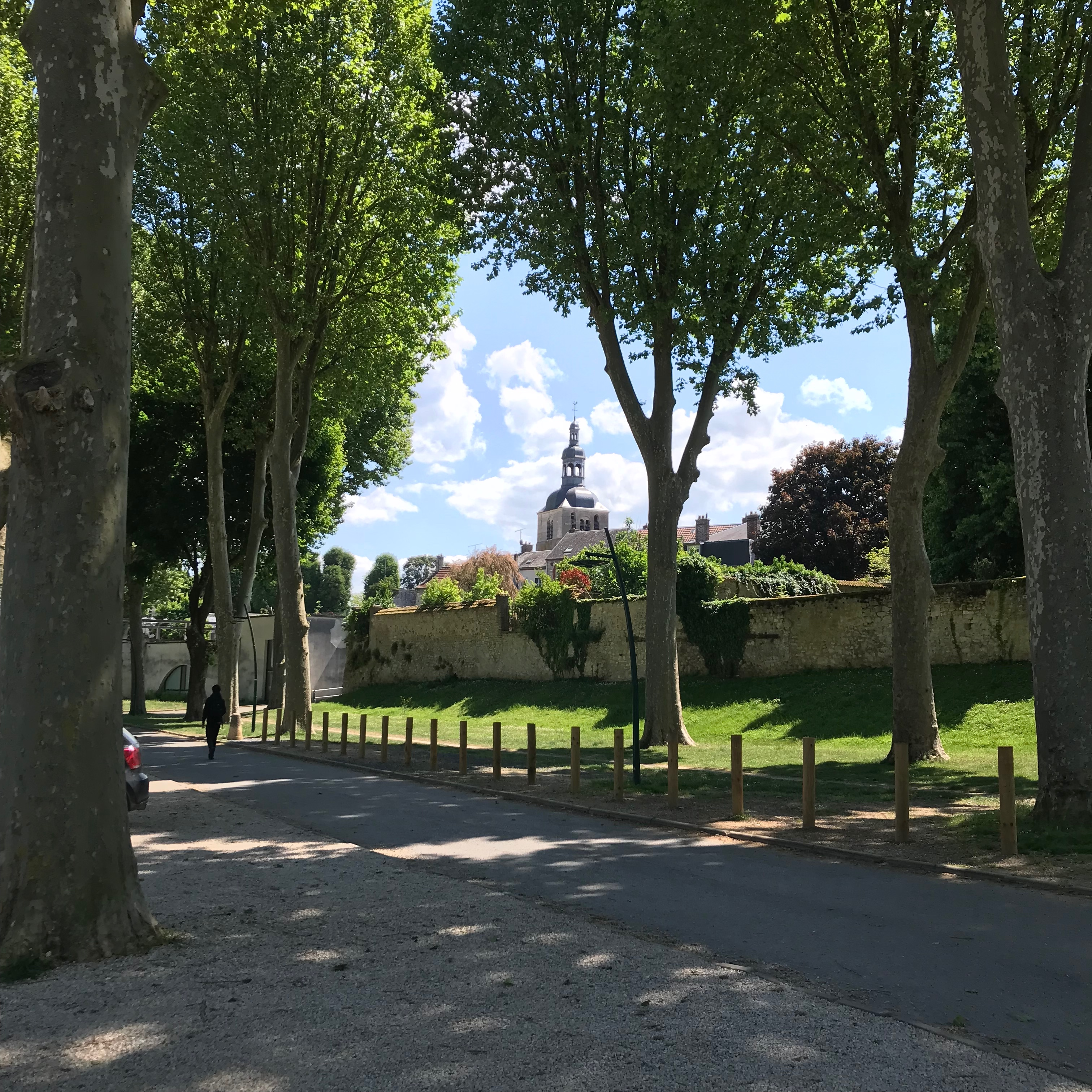
Les promenades de Fismes
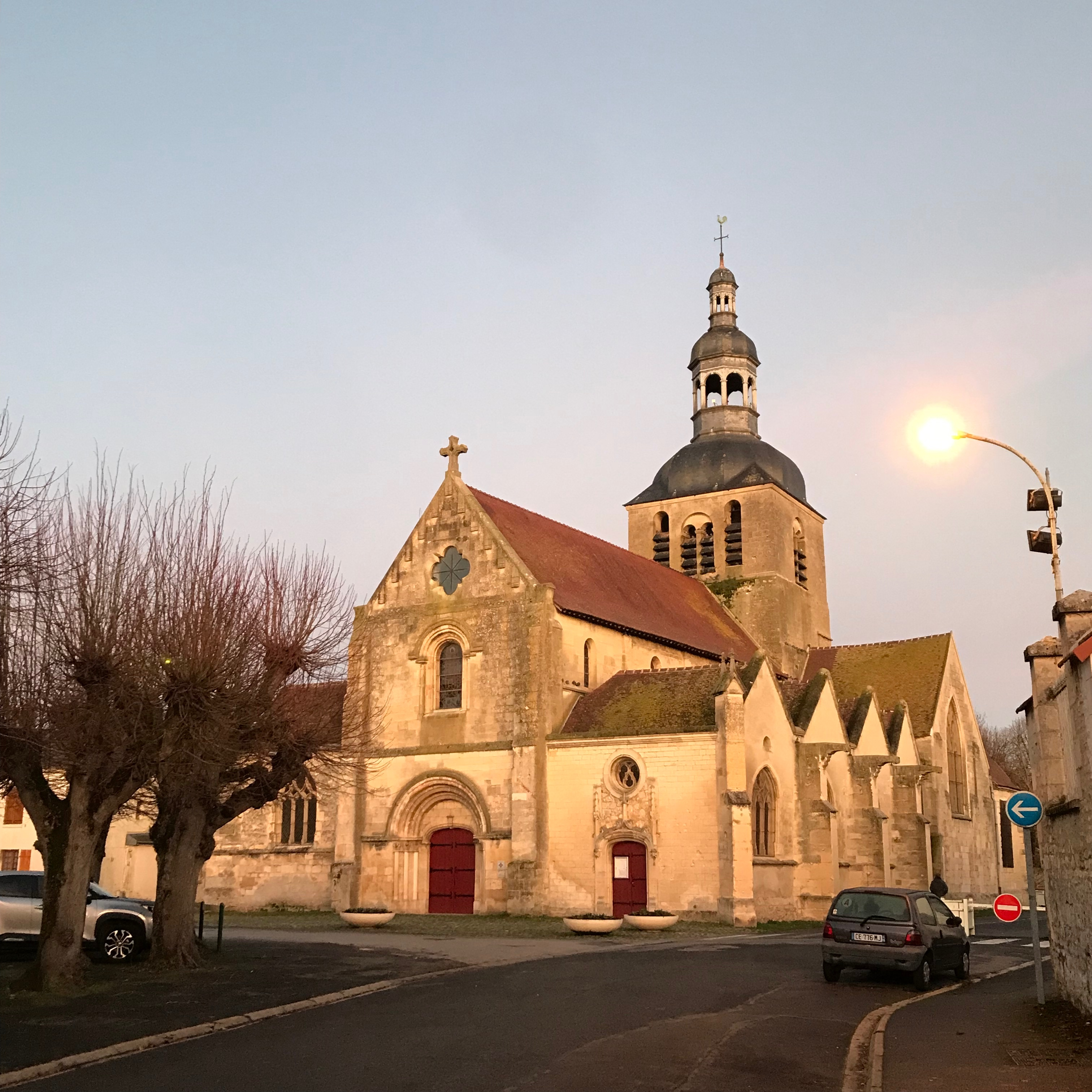
L'église Sainte-Macre
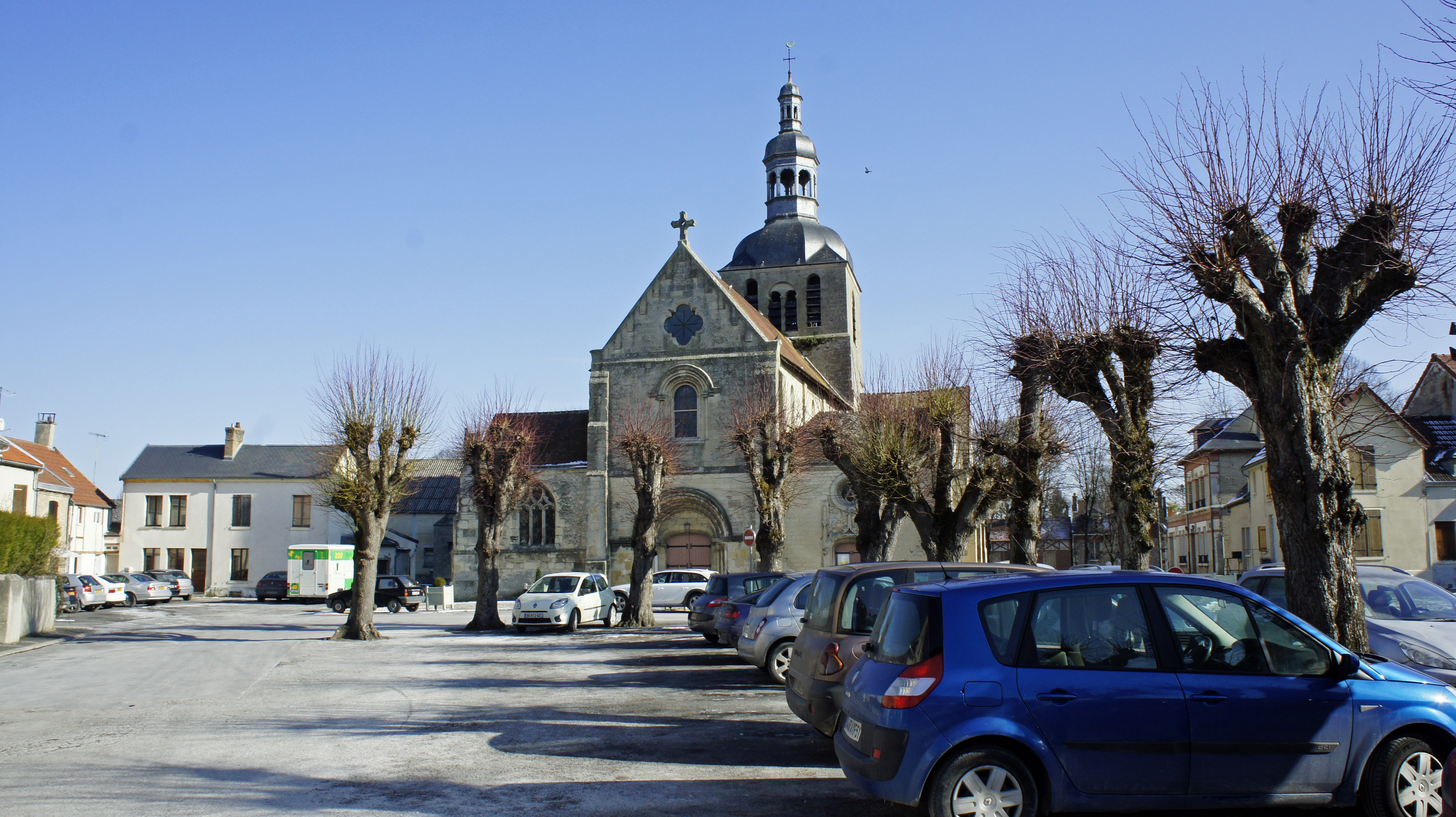
La place de l'église.
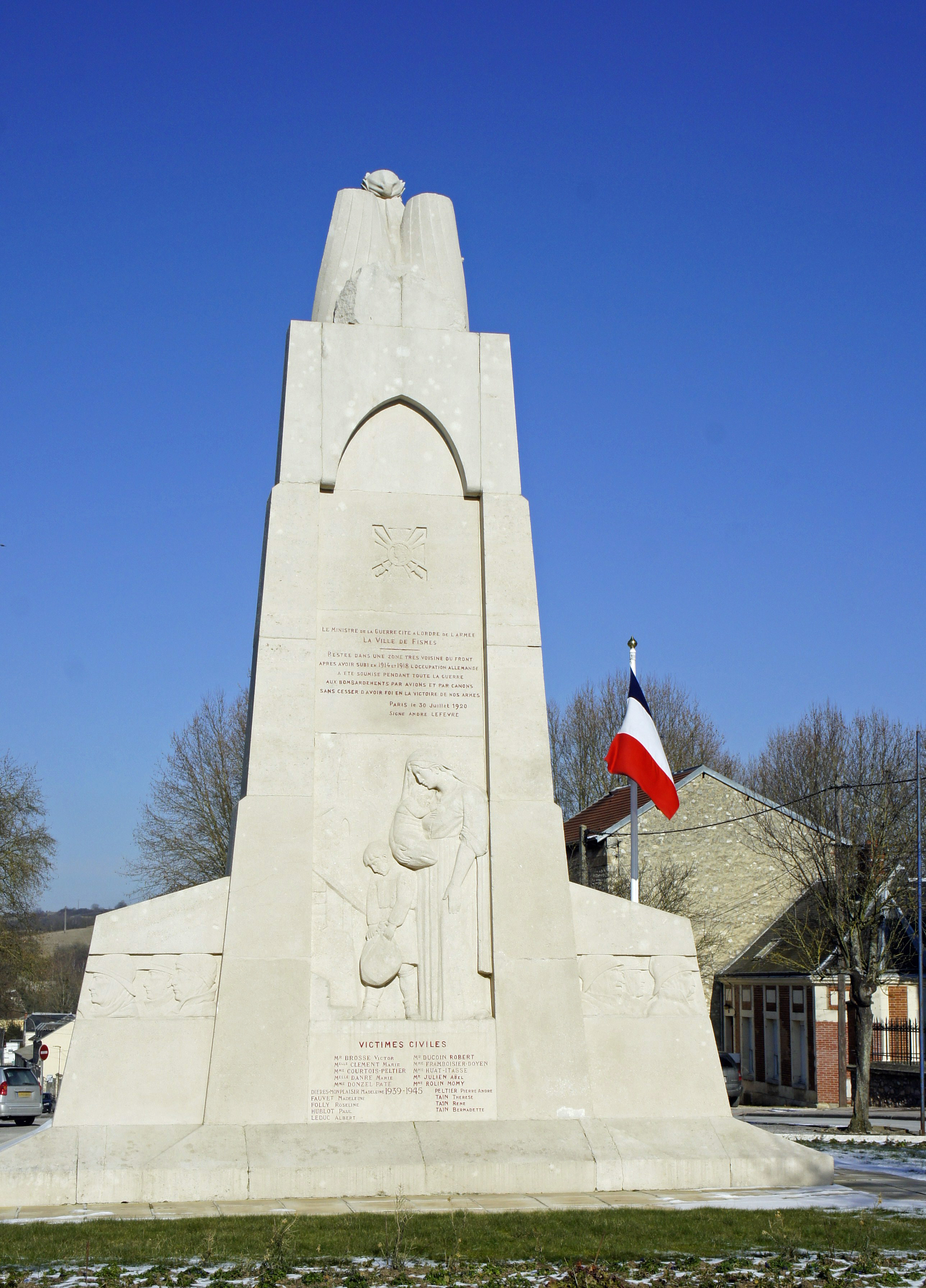
Le monument aux morts 1914-1918.
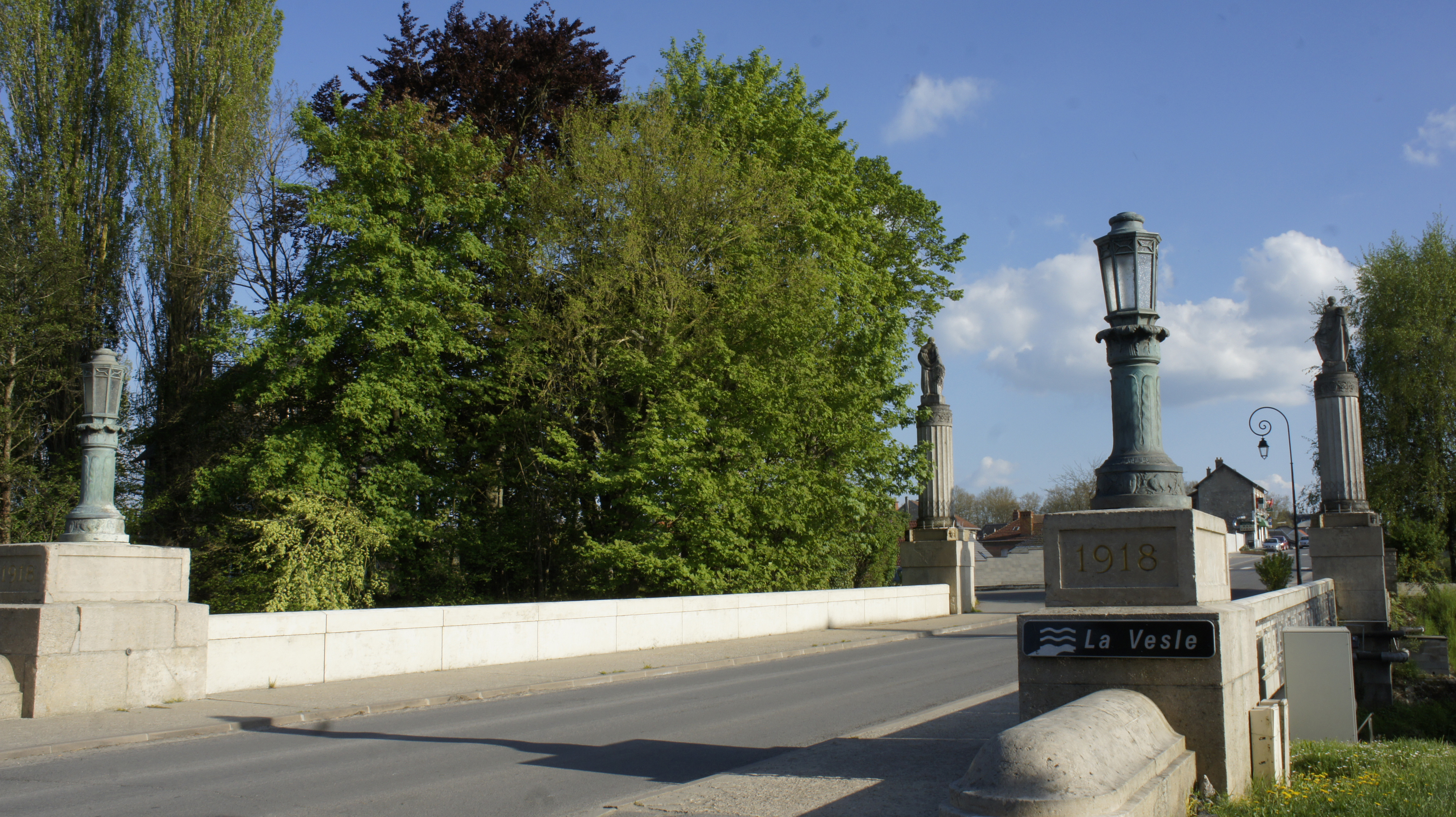
Le pont-mémorial américain.
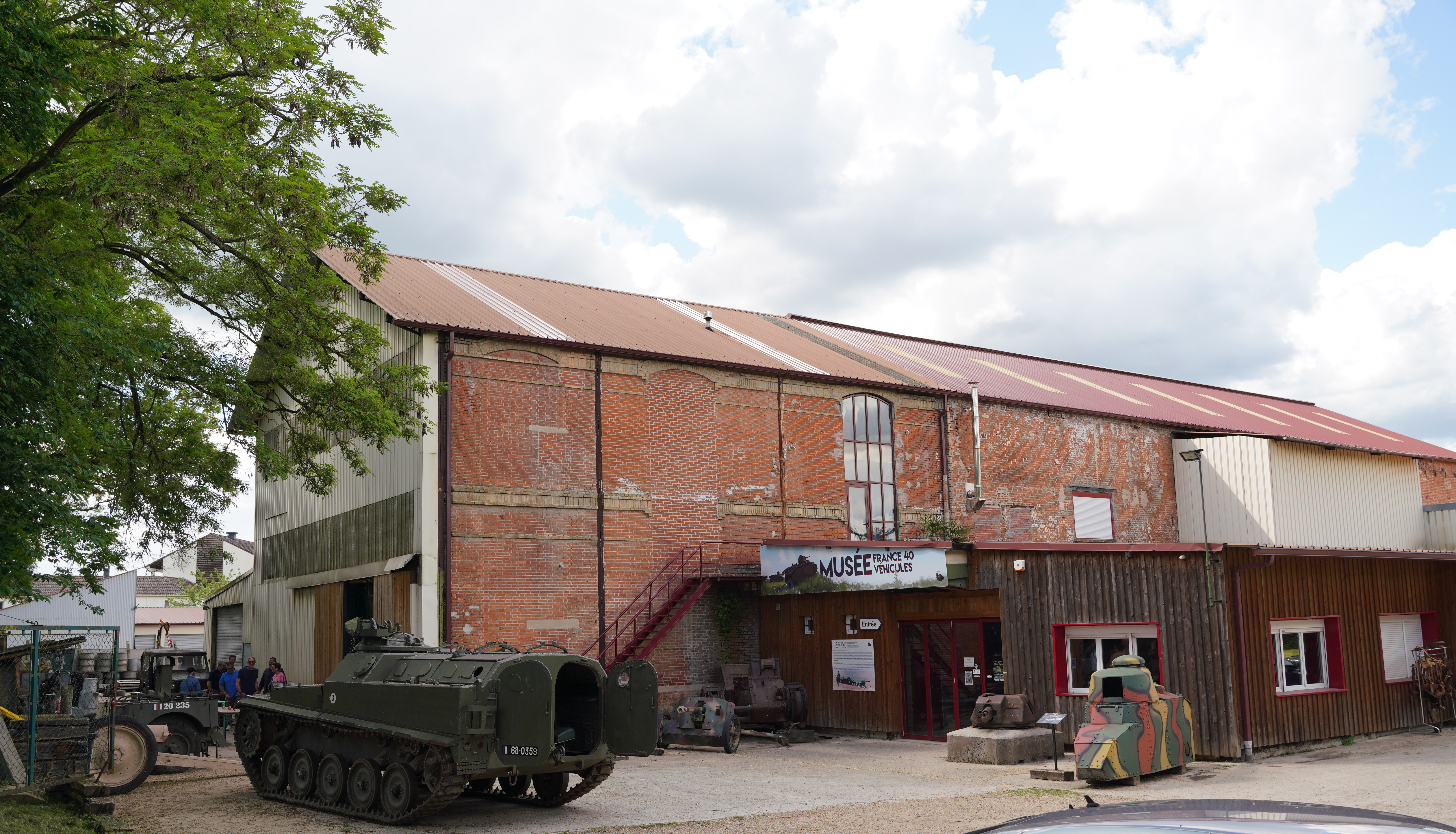
Le musée France 40 Véhicules.

### Mémorial de Fismes de la Guerre mondiale 1914-1918

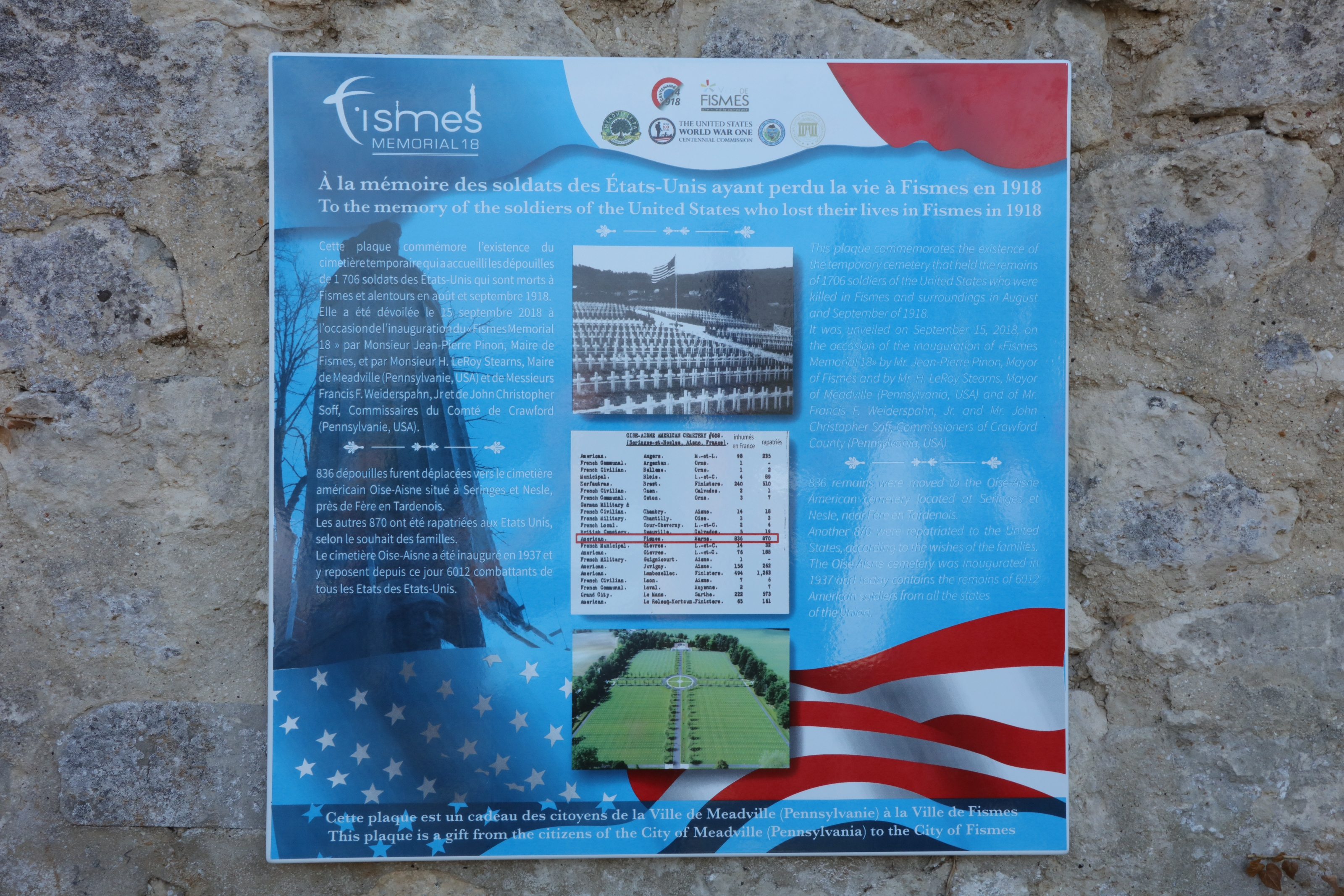
Plaque commémorative

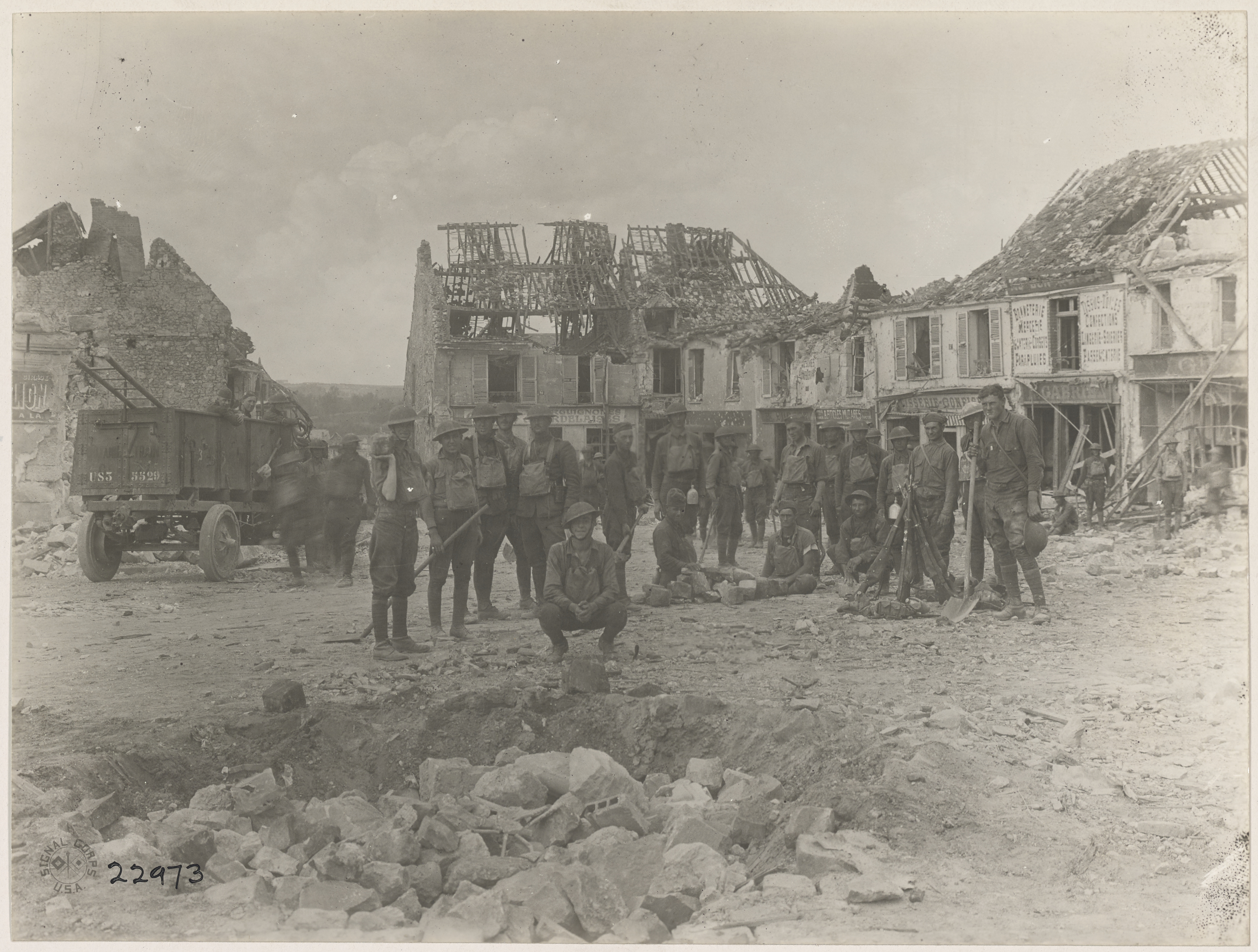
Les soldats américains à Fismes en ruines, National Archives and Records Administration.

Le mémorial de Fismes est situé le long de la Vesle, à côté du pont mémorial qui a été construit avec l'aide de l’État de Pennsylvanie.
La bataille de Fismes et Fismette qui s'est déroulée durant la Première Guerre mondiale et a suscité une amitié durable entre la ville de Fismes et les États-Unis, en particulier avec l'État de Pennsylvanie. Cette bataille sanglante eut lieu du 3 août 1918 au 1er septembre 1918, et ce fut la dernière attaque majeure de la part des Allemands durant la Première Guerre mondiale. La 32e division américaine perdit 2 000 hommes pendant sa première tentative de traverser la Vesle puis d'attaquer les Allemands.
La 28e division d'infanterie américaine était constituée majoritairement de soldats de Pennsylvanie, elle a remplacé l'ancienne division, elle a forcé les Allemands à se retirer et à libérer Fismes.
En remerciement de l'aide reçue pendant la guerre, la ville a décidé de construire un mémorial pour rendre hommage aux soldats de la 28e division d'infanterie américaine. Les principales intentions de ce mémorial sont de commémorer le sacrifice de ces soldats et de renforcer les liens existants entre Fismes et les États-Unis. Le mémorial est constitué de quatre panneaux extérieurs visibles au public, implantés sur le site du square de la Vesle mis en valeur par un ensemble de sculptures de l’artiste Christian Lapie. Chaque panneau montre une représentation différente de Fismes pendant la Première Guerre mondiale ou de sa libération par les soldats américains de la 28e division d'infanterie. Le mémorial est officiellement inauguré le 15 septembre 2018.

### Héraldique
| Blason de Fismes | Blason  | Écartelé : au premier et au quatrième de gueules au dextrochère armé d'argent tenant une épée du même, surmonté d'un casque d'azur taré de profil, au deuxième et au troisième burelé d'argent et d'azur de dix pièces aux trois chevrons de gueules brochant, le premier écimé ; sur le tout d'azur aux trois personnages armés d'or, à dextre d'une lance, au centre d'une épée et à senestre d'une hallebarde, à la bordure d'argent chargée de la légende SIGILL. MAIORIS ET IURATORIUN COMMUNIE DE FIMES, en lettres capitales de sable. |
| Blason de Fismes | Détails | Le statut officiel du blason reste à déterminer. |

### Fismes dans les arts et la culture
Fismes est le lieu d'une pièce de théâtre, Le petit postillon de Fismes, ou deux fêtes pour une écrite par Jacquelin, Coupart et Varez, présentée à L'Ambigu-comique de Paris le 4 novembre 1825.

### Personnalités liées à la commune
- Félix Billet (1808-1882), physicien.
- Maurice Brocco (1885-1965), coureur cycliste.
- Athanase Coquerel (1820-1875), théologien.
- César de Costentin de Tourville (mort en 1647), comte de Fismes, officier de carrière, père du maréchal Anne-Hilarion de Tourville, vice-amiral de France.
- Sophie Manéglier (1803-1892), femme de lettres.
- Pierre François Gabriel Ronzier (1764-1814), général des armées de l'Empire y est décédé.
- Albert Uderzo, dessinateur français et cocréateur d'Astérix, né à Fismes.
- Gang, groupe de heavy metal (depuis 1990)

## Pour approfondir